# GIANT KILLING
『GIANT KILLING』（ジャイアントキリング）は、ツジトモによる日本のサッカー漫画（作中では「サッカー」ではなく「フットボール」の語が使用されている）。原案・取材協力は綱本将也。『モーニング』（講談社）にて、2007年6号から連載されている。略称は「ジャイキリ」。2010年にテレビアニメが放送された。

## 概要
前作『U-31』において、ベテラン選手の苦悩と葛藤、復活を描いた原作者の綱本将也と、漫画家のツジトモにより、大物喰い好きな弱小プロサッカークラブの監督を主人公に描く。タイトルの「ジャイアント・キリング」とは、「番狂わせ」「大物食い」を意味する言葉であり、スポーツ競技において、実力差がある格上の相手に対し、格下が勝利を挙げた場合に使う。
なお、ETU（East Tokyo United）以外で、この作品に出てくるクラブ名は、全て実在するクラブ名をもじったものである（例：東京ヴェルディ→東京ヴィクトリー、ガンバ大阪→大阪ガンナーズなど）。なお、これらのチーム名は、綱本原作の過去作品（『U-31』『Goal Den Age』）と共通している。ただし、海外（プレミアリーグ）のクラブ名は、そのまま使用されている。
第2回とらのあなコミック&ノベル大賞受賞。宝島社「このマンガがすごい!2008」オトコ編6位、「このマンガがすごい!2009」オトコ編3位作品。第34回（平成22年度）講談社漫画賞一般部門受賞。2017年4月時点で累計発行部数は1500万部を突破している。

### 作品誕生までと読者の反響
担当者の吉原伸一郎によるとこの作品は綱本が考えた完成済みの原作第1話があり、おもしろい原作にあう作家を探していたところ別の担当者から作家のツジを紹介され彼が原作に興味を持ったことが誕生のきっかけである。ツジは自分の描きたいマンガの方向性と似ていたというが、原作者・編集者・作家それぞれにサッカーマンガをやりたい希望があって、それぞれが力を合わせた集合体として作品は出来上がった。しかし作画のツジトモは「スポーツゴジラ」第18号のインタビューでは、「最初からサッカーマンガを描いてみたいと思ってたのですか？」との質問に、「いや、それはまったくなかったですねえ（笑）」と答え、吉原とは異なる見解を示している。
ツジは別のインタビューでは「最初から監督を主人公にした群像劇を描きたいと思っていた。主人公・達海の漠然としたイメージも原作をもらう以前から持っていた」 と述べている。ただしツジの考えていたマンガのタイトルも監督の設定も最初は違っていて、それらを一つ一つ変えたんだとも述べている。ほかにマンガを描く時に意識したのはポップな感じとテンポの良さ。日本にはサッカーに詳しいファンが大勢いるのでサッカーそのものより自分が面白いと感じたポイントを描こうと思った。自分が楽しい・面白いと感じることは描く上で絶対譲らないと述べている。
また担当者によると、Jリーグのチームが連載前の漫画に取材を許可することはなかなかないが、柏レイソルと東京ヴェルディ1969だけは取材に応じた。実際にJリーグのチームが使うスタジアムの外装や内装などの細かいディテールを描くことに拘りがあり、連載が開始するとまず最初にスタジアムに足を運ぶような濃いサポーターたちに反響があったと述べている。
現在はサラリーマンに絶大な人気があるらしく、名セリフを集めたサラリーマン向けのビジネス書も発刊された。
2014年のツジトモのインタビューでは、綱本や吉原の存在に一切触れず、「20年前なら無理なテーマだったかもしれない。サッカーマンガの歴史があって、自分の作品がある。そこにうっまく乗っからせてもらってますよ」、「チームの白星を描かなかったため、単行本5巻までは連載打ち切りの恐怖との戦いでしたね」などと謙虚に述べている。

### 名義変更
2009年に発売された単行本10巻以降、綱本のクレジットが「原作」から「原案・取材協力」になった。

## あらすじ
リーグジャパンフットボール1部所属のプロサッカーチーム・ETUは、かつては日本代表のスター選手・達海猛を擁する人気チームだった。しかし達海がプレミアリーグに移籍すると人気も実力も一気に低迷し2部へ陥落、達海自身もプレミアデビュー戦で再起不能の重傷を負い、そのまま消息を絶ってしまう。それから10年、1部リーグへは返り咲いたものの毎年残留争いを繰り広げる弱小クラブに甘んじるETUは、起死回生の策として達海を監督に迎えることを決定。行方を捜してイギリスの地方都市を訪れると、達海は地元のアマチュアクラブの指導者となり、チームをFAカップでベスト32に導く快挙を達成していた。惜しくもプロのトップチームに敗れベスト16を逃したその夜、クラブの会長は達海が、現役時代からの行動原理だった“GIANT KILLING”を監督として故国で成し遂げたがっていると気付き、達海を手離すことを決意。達海は地元のファンに惜しまれながらイギリスを離れ、10年ぶりに日本へ帰国した。
かつてのチーム離脱の経緯のためサポーターに憎まれ、突飛な方針を打ち出してキャプテン村越らベテラン・中堅選手から反発を受けながらも、やがて達海監督を中心にETUを取り巻く環境は大きく変化。最初こそ連敗続きだったチームも、選手の意識の変化や椿ら若手の成長によって大きく実力を伸ばし、上位争いに食い込むようになる。そして、10年前の名GMだった笠野の地元復帰、サポーターとフロント、新旧サポーター同士の衝突と和解、達海の現役復帰宣言、椿と夏木の日本代表抜擢など数々の事件を経て、ETUは優勝を目指してリーグ後半戦に突入する。

## 登場人物
※キャラクター名の下、“声 - （人物名）”は、#テレビアニメ版における声の出演者。

### ETU
正式名称はイースト・トーキョー・ユナイテッド（East Tokyo United）。東京都台東区浅草をホームタウンとする。ユニホームはホーム用は赤と黒の縦縞、アウェイ用は白で、胸にはメインスポンサーである大江戸通運のロゴが入っている。達海が現役選手として所属していた時代は人気強豪チームだったが、達海移籍後は2部落ちを経験。なんとか1部に復帰したものの、下位に低迷していた。

#### 監督
達海 猛（たつみ たけし）
声 - 関智一
年齢：35歳。身長：175cm。体重：60kg。通称：「タッツミー」、「タッツ」。
本作の主人公で、ETUの監督。
信条は「弱いチームが強い奴らをやっつける」ことと「サッカーは騙し合いのスポーツ」。 飄々としており、一見いい加減で常識はずれ。寝坊・遅刻の常習犯で、人の話を聞かないなどの多数の欠点を持つ。また、何を考えているかわからないと、作中で様々な人物に評されている。佐倉曰く「話してみると意外にほんわかした雰囲気かと思いきや、ゲームになると不敵」。そのこともあってか、モーニング誌上では「天然系監督」と紹介されている。好きな食べ物はドクターペッパーと卵サンド。また、コアラのマーチ、スティック菓子、リーグジャパンチップスなど、菓子類もよく食べている様子。ETUの監督となってからは、クラブハウスの用具室に住み込んでいる。作中唯一といっていいほど、他の登場人物がサッカーという言葉を「フットボール」と呼ぶことにこだわりがあるのが特徴だが、物語序盤の椿とのグラウンドでの対話やカンファレンスの場などで「サッカー」という言葉を使用している。
監督としては、戦術面では綿密な分析から相手の弱点を徹底的に突くサッカーを得意とし、勝利のために正念場とも言えるタイミングで選手を投入するなど勝負師の一面を持つ。その一方で選手の実力や潜在能力を的確に見極め、選手を信頼した采配をすることも多い。戦略面では、まずは負けグセのあった守備の安定化から入ったり、それぞれ選手と面談し長所と期待する役割を伝え、その上でチーム内でのポジション競争を激化させたりと、私生活のだらしなさからは想像出来ない理論立てた部分も見せる。また、選手の体調や遠征先の気温や環境に合わせた指導が出来るなど教育力もある。
ETUでの現役時の背番号は7（新人時代の背番号は24）。ゲームメイクのセンスと得点能力を兼ね備え、幾度も逆転劇を巻き起こしたETUの主力選手で、日本代表の中心選手候補だった。しかし、巨大になり過ぎた自分の存在により生まれた様々な軋轢を憂い、笠野と相談し、ETUをあるべき姿に戻すために、あえて「チームを見捨てた裏切り者」の汚名を着てETUを離れる決断をした。そしてプレミアリーグのクラブへと移籍するが、そのデビュー戦にてかねてから抱えていた足の故障 を悪化させ、26歳にして選手生命を絶たれ所属チームを解雇される。その後しばらく目標を見失う日々を送るが、ある言葉をきっかけに立ち直り、イングランド5部リーグのアマチュアクラブ「FCイーストハム」で監督を務めて、FAカップではプレミアリーグのクラブから勝利を狙えるほどにチームを育てた。現地に赴いた元チームメイト兼現GMの後藤に懇願され、イーストハム会長の後押しもあり、監督としてETUへ復帰を果たした。
リーグ後半戦でETUが連敗した際、チームの意識改革のため、復帰宣言をして選手とのミニゲームを強行し、その結果を受けて今まで正式に出来ていなかった引退宣言を行い、このミニゲームを自らの選手としての引退試合とした。引退に関しては、「俺だってもっと選手でいたかった。ゲームももっと出たかったし、ゴールももっと決めたかった。ワールドカップにだって出てみたかった。それと、タイトルもとりたかった」と、心残りを吐露しつつ、プロフットボーラーを「夢の舞台での最高の職業」と考えていることを語り、自身を材料にして、ETUの選手たちにプロとしての頂点を見据えた発奮を促した。
（補足として、以前笠野に「俺もこの足も、どんな場面でも全力を出し尽くしてきた。そのことで間違ったと思った日は一日だってない。それで壊れたんなら仕方ない。だから後悔はしてない」と明言しており、心残りはあれど、全力を尽くしてきたことに後悔はなく、ETUの監督をやり遂げる意思を語っている）

#### 選手

##### MF
椿 大介（つばき だいすけ）
声 - 水島大宙
ポジション：MF（センターハーフ、守備的MF、攻撃的MF）。年齢：20歳。身長：174cm。体重：65kg。血液型：O。利き足：右。背番号：7番。使用しているシューズのメーカー：プーマ。通称：「バッキー」。家族構成は父、母、姉（椿より4歳上で、名前は陽子。実家住まいで地元の信用金庫に勤務している）。
昨季までサテライト所属であったが、達海に素質を見い出され、スタメンとして起用される。傑出した俊足とスタミナを生かした前線への飛び出しが最大の武器であり、ミドルシュートも身に付け、ETUの新たな攻撃の核として定着しつつある。心優しい性格であるが、重度のチキンで好不調の波が激しい。このため、PK成功率は0パーセントである(公式戦では蹴ったことがない)。本人も精神面の弱さによって安定感に欠けることを長年コンプレックスに感じ「自分を変えたい」と考えており、この想いが同時にパワーの源となっている。かつて同じ7番を付けた達海のように、大舞台で才能を爆発させ、見る者を惹き付ける何かを持つ。クラブでの活躍が評価され、ついにU-22日本代表に選出され、さらにはA代表に大抜擢されることとなる。
サッカーを始めたきっかけは、小学校が廃校になったときに、最後に生徒と教職員全員でやれることを探したことからで、当時から不思議な求心力を持っていた。無名の中学校から、関東にあるサッカー強豪高校へ進学。高校ではレギュラーではなかったものの、途中出場で活躍した試合が偶然スカウトの目に留まり、卒業後はニッポン・フットボール・リーグ（プロであるリーグジャパンの下位のリーグカテゴリ）のFC武蔵野 へ入団。さらに、そこで笠野に見出されて、ETUへ移籍した経緯を持つ。
第22節千葉戦以降はしばらくトップ下も担当する他、19節神戸戦では戦術上の理由でサイドバックを務めて駆け回り、殿山とのコンビでは守備的なボランチとして奔走したりと、走力を活かしたユーティリティーも発揮する。
チームでは同い年の宮野と仲が良い。また、大阪ガンナーズの窪田ともU-22日本代表時に同世代とあって意気投合した。
なお、達海以外で「GIANT KILLING」という台詞があるのは椿だけである。
村越 茂幸（むらこし しげゆき）
声 - 置鮎龍太郎
ポジション：MF（守備的MF）。年齢：32歳。身長：180cm。体重：74kg。血液型：A。利き足：右。背番号：6番。使用しているシューズのメーカー：ミズノ。通称：「コシ」「コシさん」。妻は年齢の離れた元タレント。
ETUキャプテン。強豪時代からETUに所属している唯一の選手で、生え抜きの中では最年長。入団以来10年間、クラブが二部へ陥落した時も移籍せず一貫してETUに在籍し続け、余裕のない財政事情ややる気のない指導者に苦心しながら一人でETUを引っ張ってきたことから、「ミスターETU」と呼ばれサポーターや選手に慕われている。元日本代表候補。パワフルなプレイが持ち味で、豪快なミドルシュートのほか、中盤でのボール奪取率も高く、そのカットからのカウンターでチャンスを作る。
大学時代は様々なプロクラブからオファーが来るほどの選手だったが、スター選手だった達海を慕ってETUに入団し、わずか1シーズンのみながら達海のチームメイトとしてプレー。戦力的にも精神的にも達海に頼り切りになっているチームに、漠然と危機感を覚えていた。当時の背番号は16で、入団1年目からレギュラーとして試合に出場し続けている。
達海監督就任後、「チーム事情を一人で背負いすぎだ」と一度キャプテンを剥奪された（これは達海が現役時代に選手やフロント、サポーターの期待に押しつぶされたことに対する自身の反省でもある）が、リーグ開幕前には再びキャプテンに戻された。達海の言動や采配に振り回されながらも、徐々に勝てるチームへと変わっていくETUの中で、キャプテンとしての自分と、選手としての自分との葛藤に苦しみながら、自身も変わり始める。
その後、達海の現役復帰宣言の際に、チームの精神状態が残留争いを繰り広げていた時のままになっていたのはキャプテンである自分が成長していなかったためだと悟る。その象徴になっていた今の自分と決別し、チームを次の段階に進ませるため、達海に願い出てキャプテンを杉江に託す。そして一選手として叶えられずにいた日本代表入りを目標に掲げ、ゲームに臨んでいる。
ジーノ / ルイジ吉田（ルイジ よしだ）
声 - 小野大輔
ポジション：MF（攻撃的MF）。年齢：26歳。身長：176cm。体重：64kg。血液型：B。利き足：左。背番号：10番。使用しているシューズのメーカー：ナイキ。
攻撃的MF。イタリア人と日本人のハーフで、国籍は日本。ジーノという愛称で呼ばれ、またその端正な顔立ちと自由気ままな振舞いから「王子」とも呼ばれている。椿を「バッキー」、黒田を「クロエ」など、他人を自分のつけたニックネームで呼んでいる。
ETUの司令塔、攻撃の要で、広い視野と左足から繰り出す多彩で精度の高いパスで、選手を自在に動かすファンタジスタ。キックの精度が高いことからフリーキックを得意とするなど得点力も高く、今シーズンは夏木とチーム内得点王争いを繰り広げている。プレッシャーやピッチの悪条件にも強く、すぐにでも日本代表に選出されておかしくない才能を持っていると言われているが、一方で自分の納得のいかない指示や要請には従わず、気まぐれで集中力が切れやすく守備意識が低いという欠点がある。
キザなナルシストで若手選手を自分の飼い犬扱いするなど自己中心的な言動が目立つが、その貴公子然とした態度から女性ファンが多く、また登場しただけで場の空気を一変させるオーラも持ち合わせている。達海の監督就任後、意識や立ち居振舞いは外見上変わっていないが、自分の出場退場を好き勝手に決めていた例年と違い連戦・フル出場が増えた。対戦チームの対応によっては、相手の執拗なプレッシャーを避けるために椿と入れ替わる形のボランチを自身の持ち味を活かしてこなしたりと、プレーの柔軟性もある。
達海の現役復帰宣言の時は達海のチームに加わり、自分から動いて達海のパスを受け守備の裏を取る、普段のプレースタイルからは考えられない好プレーを披露した。その後のグランパレス戦でも椿の意見に応じて走るプレーを見せ、同点ゴールのきっかけを作った。達海のパスを受けるためにスプリントを行った姿に驚いたチームメイトには「先入観で人のプレイを決めつけていないか」と真面目な苦言を呈したものの、実戦で椿に走らされたときはしっかり仕事をしてみせた一方で恨み節も吐いている。
ユニフォームやポロシャツは、襟を立てて着用している。襟がないとやる気が出ないらしい。愛車はマセラティ。愛読書は『MODERN GOTHIC』。ファンに対してほとんどサインをしない。
赤崎 遼（あかさき りょう）
声 - 武藤正史
ポジション：MF（右サイドハーフ、攻撃的MF、代表時は右サイドバック）。年齢：21歳。身長：175cm。体重：68kg。血液型：AB。利き足：右。背番号：15番。使用しているシューズのメーカー：アンブロ。通称：「ザッキー」 または「ザキさん」。
若手選手の中心的存在で、U-22日本代表にも選出される（U-22日本代表時の背番号は23）。後藤のGM就任後初の世代別代表選手。ドリブルでの突破など攻撃的なプレーを得意とするが、守備への意識が甘く、あせりがち。シーズン途中から副キャプテンに就任。
相手が年上であろうが、歯に衣着せずにハッキリと物を言うタイプで、ときに冷淡とも思える態度を取ることがある。黒田と衝突することが多く、「ハゲ」呼ばわりすることも。
ETUのユース出身。幼少期は世界のビッグクラブで活躍することを公言していた。趣味は音楽鑑賞。
ガブリエルとプレースタイル及びポジションが被るためか、同時出場の際は左サイドハーフに廻る。また、テクニックがあるので、トップ下を務めることも出来る。
堀田 健二（ほった けんじ）
声 - 岡哲也
ポジション：MF。年齢：29歳。身長：178cm。体重：73kg。血液型：A。利き足：右。背番号：8番。使用しているシューズのメーカー：ナイキ。
ボランチからトップ下まで、中盤のポジションならどこでもこなせる、テクニックに長けたポリバレントな選手（しかし裏を返せば「個性がない」という欠点でもあり、本人はそれを痛感している）。チーム随一のキックの精度の持ち主で、荒れたピッチのコンディションでも正確なロングフィードを見せ、達海や、ひいては審判からも「クレバー」と評される。
昨シーズンまではレギュラーとして活躍していたが、達海の就任後に椿にポジションを奪われた（これは、達海のシーズン開幕当初の方針や、椿の潜在能力に期待しての面もあるが、堀田のプレーの指向が安全重視になってしまっていたことも理由だった）。この先他の選手の代役としてしか生きていけないのかと思い悩んでいたが、川崎戦の石神の言葉で吹っ切れ、攻撃的な選択肢を増やす。
殿山 充（とのやま みつる）
ポジション：MF。年齢：24歳。身長：174cm。体重：62kg。利き足：右。背番号：30番。使用しているシューズのメーカー：アンブロ。通称：「トニー」 または「トノさん」。
ガブリエルと同時期に二部リーグの福岡から移籍してきた選手。ボールタッチ、ゲームメイクの能力は一級品。控えめな性格もあって存在感がなく、他の選手の背後に隠れてしまったり、発言をスルーされたりする。ピッチ内外でもチームメイトに気づいてもらえず痛い目にあうこともあるが、その影の薄さが試合では強みとなり、相手に気取られずに接近する。これら地味な印象とは裏腹に（ガブリエルとの相性の良さもあって）攻撃的オプションとしての起用が多い。
丹波 聡（たんば さとし）
声 - 真仲恵吾
ポジション：MF（左サイドハーフ）、途中出場の際など左右のサイドバックも務めることもある。年齢：31歳。身長：173cm。体重：66kg。血液型：AB。利き足：右。背番号：14番。使用しているシューズのメーカー：ナイキ。通称「タンさん」または「タンビー」。
堀田同様、どこでもこなせるポリバレントな選手。三十路過ぎでありながら若手と一緒になって騒げる陽気な性格だが、試合においては、ベテランらしい落ち着きと、仲間を熱く叱咤する闘志を同時に発揮するムードメーカー。登場人物紹介欄においては「何かと頼りにされる人柄」とされている。シーズン途中から副キャプテンに就任。
矢野 真吾（やの しんご）
声 - 島﨑信長
ポジション：MF（左サイドハーフ）。年齢：24歳。身長：170cm。体重：68kg。血液型：A。利き足：右。背番号：21番。使用しているシューズのメーカー：ロット。
紅白戦では達海組として出場した。主に丹波の控え。シーズン後半の川崎戦では、笠野や村越に面白いようにイジられていた。
熊田 洋二（くまだ ようじ）
ポジション：MF（ディフェンシブハーフ）、またはDF（左サイドバック）。年齢：27歳。身長：178cm。体重：68kg。利き足：右。背番号：4番。使用しているシューズのメーカー：ナイキ。
本来ボランチのプレーヤーであるが、左サイドバックもこなせる。守備能力が高い。
上田 研人（うえだ けんと）
ポジション：FW。年齢：18歳。身長：175cm。体重：65kg。利き足：右。背番号：25番。使用しているシューズのメーカー：ナイキ。
高卒ルーキーながら、中断期間明けの札幌戦では先発出場を果たす。「ゴール前でのふてぶてしさが武器」と達海から評価されている。
住田 克樹（すみだ かつき）
ポジション：MF。年齢：27歳。身長：173cm。体重：70kg。利き足：右。背番号：24番。使用しているシューズのメーカー：プーマ。
広井 邦明（ひろい くにあき）
ポジション：MF。年齢：26歳。身長：172cm。体重：70kg。利き足：右。背番号：28番。使用しているシューズのメーカー：アディダス。

##### DF
黒田 一樹（くろだ かずき）
声 - 伊藤健太郎
ポジション：DF（センターバック）。年齢：28歳。身長：170cm。体重：67kg。血液型：A。利き足：右。背番号：2番。使用しているシューズのメーカー：アシックス。通称：「クロ（さん）」または「クロエ」。
スキンヘッドがトレードマークだが、ルーキーのころは短髪だった。センターバックとしては小柄で、相手チームに体格からくるミスマッチを突かれることも多いが、闘志を前面に出した厳しいディフェンスで相手にとって非常に厄介な存在であり、杉江と共にETUの守備陣の中核を担う。
当初は村越と同様に「一度ETUを捨てた」達海と対立していたが、情熱を感じてからは吹っ切れた様子。
村越のことを心底慕っており、村越の言うことには何でも素直に従う。反面、赤崎とは何かにつけて口論となり、しばしば「バカ崎」と呼んでいる。
非常に声が大きく言葉遣いも荒いが、熱い性格でチームのムードメーカー的存在となっている。達海曰く、「黒田には人をイラつかせる才能がある」らしい。一部に熱烈なファン（なぜか強面ばかりである）を持つ。
引退後はバイク屋をやると決めているらしいが、代表監督などの指導者になるのも悪くないと思っている。
杉江 勇作（すぎえ ゆうさく）
声 - 桐井大介
ポジション：DF（センターバック）。年齢：28歳。身長：182cm。体重：76kg。血液型：B。利き足：右。背番号：3番。使用しているシューズのメーカー：アディダス。通称：「スギ（さん）」または「スージー」。
相手を冷静に分析するタイプで守備能力が高く、1対1では黒田より能力が高いとされており、相手チームのエースをマークすることも多い。日本代表候補に選出された経験もあり、他チームからは、「ETUで一番良いDF」と思われている模様。オフェンス時は、コーナーキックなどのセットプレーに長身を活かして積極的に参加する。
同じDFの黒田とは対照的な性格ながら仲が良く、プライベートも共に行動することが多い。感情を爆発させるタイプの黒田のなだめ役に回ることも多いが、その熱さを羨ましくも思っており、黒田も杉江の助言には耳を傾ける。
村越の欠場時にゲームキャプテンを任されたこともあり、それについてETUメンバーからの異論が全く出ず、また見事にこなしたことから、メンバーからの信頼も厚くリーダーシップも取れる。
鹿島、浦和に連敗した際、チームの雰囲気に対して抱いた危機感について緑川に相談しており、達海の復帰騒動の後、嫌われることを覚悟でチームメイトに自分の意見をぶつけた。その行動から、シーズン途中ながら村越からの依頼を承諾する形で新キャプテンに就任する。
キャプテン就任後は、キャプテンとして皆を鼓舞する発言を多く発している。
清川 和巳（きよかわ かずみ）
声 - 中川慶一
ポジション：DF（左サイドバック）。年齢：23歳。身長：174cm。体重：66kg。血液型：O。利き足：右。背番号：16番。使用しているシューズのメーカー：ナイキ。通称：「キヨ」。
染めた長い髪と出っ歯が特徴。達海が監督に就任してからレギュラーポジションを獲得。俊足を活かした攻撃参加が得意で、キックの精度も高いが、守備には不安があることを自覚している。
チームのメンバー（主に黒田やジーノ）に脳内ツッコミをすることが多い。試合のハーフタイム中に赤崎の不躾な発言に食って掛かったこともある。地方出身で、同い年で同期入団の石浜と仲が良い。
石浜 修（いしはま おさむ）
声 - 深津智義
ポジション：DF（右サイドバック）。年齢：23歳。身長：176cm。体重：76kg。血液型：B。利き足：右。背番号：22番。通称：「ハマ」。
パイナップルのような不思議な髪形をしている。同期入団の清川とコンビで居ることが多かった。そのフィジカルとスタミナは達海からの評価も高い。清川と同様、達海の監督就任以降レギュラーに定着したが、石神がレギュラーに返り咲いてからはベンチを暖める日々が続いた。葛藤の末に、中断期間にオファーのあったヴァンガード甲府への移籍を決断。石浜本人と甲府側は完全移籍を希望したが、後藤の意向によりレンタル移籍となった。
入団当時、周囲から「田舎っぽい」と言われたことを気にして、タトゥーを入れようとしたことがある。
石神 達雄（いしがみ たつお）
声 - 中田隼人
ポジション：DF（右サイドバック）。年齢：30歳。身長：176cm。体重：72kg。血液型：O。利き足：右。背番号：5番。使用しているシューズのメーカー：アディダス。通称：「ガミ（さん）」。
達海が監督になる前のレギュラー選手。開幕当初は先発メンバーの一人で、一時は石浜にポジションを取られてしまったが、再びレギュラーの座を取り戻した。マイペースでノリの軽い性格だが、ベテランらしく試合を読み相手選手の癖を見抜くなど観察眼は鋭く、的確なアドバイスも多い。口癖は「はいはい―――っと。」
ガブリエル・ペレイラ
ポジション：DF（右サイドバック）、あるいはMF（右サイドハーフ）。年齢：19歳。身長：170cm。体重：63kg。利き足：右。背番号：17番。使用しているシューズのメーカー：アディダス。通称：「ガブ」。
笠野がスカウティングし、リーグ後半戦より加入したブラジル人。高速ドリブラーで、練習試合では同じくスピードが武器の椿を翻弄した。椿からもぎとったPKでは、夏木相手に余裕のゴールを決めた。サイドから中央へ切り込むプレーが得意。南米出身らしい陽気な性格であり、同時にマリーシアの気質も持っている。もともとは鹿島への入団を希望していたがかなわなかった。
25節大阪戦で太腿を痛めて途中退場。
小林 実（こばやし みのる）
ポジション：DF（センターバック）。年齢：25歳。身長：178cm。体重：76kg。利き足：右。背番号：26番。使用しているシューズのメーカー：アシックス。
控えのDF。規律違反を犯して黒田と杉江が出場停止となったリーグカップの清水戦で、2人の代わりに出場。
亀井 武士（かめい たけし）
声 - 川島得愛
ポジション：DF（センターバック）。年齢：22歳。身長：177cm。体重：78kg。血液型：B。利き足：右。背番号：27番。使用しているシューズのメーカー：アディダス。通称「カメ」。
控えのDF。小林と同じく、規律違反を犯して黒田と杉江が出場停止となったリーグカップの清水戦で2人の代わりに出場、その後は第三センターバックとして黒田、杉江のいずれかが負傷や出場停止で不在の際や、守備に重点を置く布陣を敷く際にボランチに入るなど出場機会を度々得ている。
「攻撃的なセンターバック」というプレースタイルを自負しており、「目標は点を取ること」と発言し黒田に怒られたこともある。
老け顔のため、五輪世代と思われていないのではないかと感じているのが悩み。また、美しさとは無縁と思われているが、チーム一のファッションリーダーの側面もある。
鈴木 順（すずき じゅん）
ポジション：DF。年齢：28歳。身長：173cm。体重：67kg。利き足：右。背番号：12番。使用しているシューズのメーカー：ナイキ。
向井 慎一（むかい しんいち）
ポジション：DF。年齢：25歳。身長：180cm。体重：75kg。利き足：右。背番号：13番。使用しているシューズのメーカー：アディダス。

##### FW
夏木 陽太郎（なつき ようたろう）
声 - 楠大典
ポジション：FW。年齢：26歳。身長：175cm。体重：69kg。血液型：B。利き足：右。背番号：11番。使用しているシューズのメーカー：ヒュンメル。通称：「ナツ（さん）」、「ナッツ」。妻子持ち。
高い身体能力と得点センスを併せ持つETUのエース。昨季は試合中の負傷により約半分の試合を欠場していたが、それまで得点を稼ぎ続けたのもあってETU一部残留に大きく貢献、チーム内得点王にもなっている。簡単なシュートを外してしまうなどケアレスミスも多いが、ここぞという場面で難度の高いシュートを決めることもあり、そのラテン的でテンションの高い性格も相まってチームのムードメーカーとしても活躍している。髪型は癖毛のようなパーマヘア。
昨季の負傷が治りかけた時期にボールを練習を再開して状態が悪化したため、周囲に感化されないようチームから隔離されて治療に専念していた。そのためリーグ戦が開始した後もチームに帯同せず、怪我が完治して初めて合流し達海らとも顔を合わせた。合流後はかつてのようにゴールを量産、スーパーゴールを何度も決めてジーノとチーム内得点王争いを繰り広げ、リーグ後半戦に入るとホンジュラス戦において日本代表にも選出された。
世良 恭平（せら きょうへい）
声 - 川野剛稔
ポジション：FW。年齢：22歳。身長：166cm。体重：60kg。血液型：O。利き足：左。背番号20番。使用しているシューズのメーカー：ディアドラ。通称：「セリー」「ちび助」
常に明るく元気で、声が大きい。高さは無いが、スピードと運動量を生かし、今季は開幕から1トップのレギュラーとして起用されているが、得点が少ないことを気にしている。さらに夏木の復帰によってポジションを脅かされ不安に駆られるが、FWとして真っ向から挑んでいくことを決意する。
自身には才能がないことを自覚しているが、その分、自分にできる限られたスキルを最大限発揮する術を磨いており、プレーに迷いがない点が強みで、チームに足りない粘り強さもたらす存在として達海から期待されている。
夏木復帰後や、堺の出場時は左サイドハーフを担当する。
堺 良則（さかい よしのり）
声 - 川田紳司
ポジション：FW。年齢：31歳。身長：174cm。体重：69kg。血液型：A。利き足：右。背番号：9番。使用しているシューズのメーカー：ナイキ。通称：「サック」。
闘争心あふれる選手で、非常に怒りっぽい性格で辛辣な発言も目立つが、ピッチ上では冷静に好機を窺うクレバーなFW。開幕時点では控えに甘んじている。年齢的にベテランの域に差し掛かっており、心身のケアを怠らない。FWのスタメン争いの中、負傷し意気消沈する世良に、同ポジションのライバルながら、FWとしての哲学を説いた。
スタジアムには「SPEED STAR」との記載がある横断幕が掲げられており、スピード系のFWである、もしくはあったことがうかがえる。川崎戦では星野を挑発したり、相手守備陣を極限まで引きつけてからフリーの丹波にラストパスを送るなど、闘争心だけではなく老獪な面も見せている。
宮野 剛（みやの つよし）
声 - 佐藤健輔
ポジション：FW。年齢：20歳。身長：175cm。体重：70kg。血液型：A。利き足：右。背番号：18番。使用しているシューズのメーカー：ナイキ。通称「ミヤーノ」。
スピードを活かした突破が武器。本職はFWだが、チームの戦術上、右サイドハーフでの起用が多い。
同い年の椿と仲が良く、椿からは「ミヤちゃん」と呼ばれている。生真面目な性格。

##### GK
緑川 宏（みどりかわ ひろし）
声 - 藤真秀
ポジション：GK。年齢：33歳。身長：184cm。体重：77kg。血液型：AB。利き足：右。背番号：1番。使用しているシューズのメーカー：プーマ。通称「ドリさん」。
チーム最年長選手。若手時代は清水インパルスに在籍しており、また怪我で代表辞退した達海と入れ替わりになる時期に日本代表の正GKとして活躍していた。冷静沈着、的確なコーチングでゴールを死守する。他の選手から助言を求められるなど、選手達からの人望は厚く、村越と並んでETUの精神的支柱。百戦錬磨のベテランらしく、達海の真意にいち早く気付いたり、核心を突く発言やアドバイスをする。
開幕からフル出場を続けていたが、リーグ中盤の神戸戦で足首を骨折する重傷を負い、シーズン中の復帰は絶望的となった。
佐野 正（さの ただし）
ポジション：GK。年齢：27歳。身長：188cm。体重：89kg。血液型：O。利き足：右。背番号：23番。使用しているシューズのメーカー：アシックス。通称「サーノ」。
2番手キーパー。ややぽっちゃりとした体型で、いがぐり頭が特徴。ベンチでは、しばしば個性の強い選手達に振り回されている。積極的に前に出ていくプレーが持ち味。
リーグ前半は出場機会がなかったが、緑川が神戸戦で負傷して以降はスタメンとして出場。ジャパンカップ鹿島戦での大敗で調子を崩し、名古屋戦以降は湯沢にスタメンを譲っている。
湯沢 洋行（ゆざわ ひろゆき）
ポジション：GK。年齢：21歳。身長：185cm。体重：77kg。利き足：左。背番号：31番。使用しているシューズのメーカー：アディダス。
3番手キーパー。おっとりした性格の選手だが、公式戦出場にかける思いは強い。ただし｢ビッグセーブもするが、ちょくちょく集中を切らしてポカをする｣のでプレーの安定感が無いため、周囲のDF陣やGKコーチの所からは不安がられている。
連敗脱出とチームとしての再出発を懸けたホームの名古屋戦で先発GKとして起用され、その際に前髪を切り揃えて気合を入れた。以降、調子を落とした佐野に変わって先発起用が続いている。

#### コーチ
松原（まつばら）
声 - 魚建
ETUヘッドコーチ。45歳。太った体形と髭が特徴で「松ちゃん」「松さん」と呼ばれている。達海の現役時代からETUのコーチを務め、当時から監督就任後に至るまでことあるごとに達海から弄られ続けており、夏の合宿の時にはコスプレもさせられていた。子供が5人いる。
金田（かねだ）
声 - 斉藤次郎
ETUコーチ。通称「カネやん」。
徳井（とくい）
声 - 黒沢剛史
ETUコーチ。通称「徳さん」。怪我をして、隔離してリハビリを行なっていた夏木の管理をしていた。
野口（のぐち）
ETUコーチ。通称「野口（のぐっ）ちゃん」。
所（ところ）
ETUのGKコーチ。若手の湯沢が先述の通り、安定感に欠けるのを嘆いている。湯沢を｢夏木のキーパー版｣と評しており、試合中｢キーパーは安定感が命だっていつも言ってるだろが！何でお前はそうちょいちょい集中を切らすんだよ！｣と激怒する場面もあった。
鹿賀（かが）
ETUのフィジカルコーチ。通称「鹿賀っち」。若いころにブラジルにサッカー留学していた経験からポルトガル語に堪能で、ガブリエルの通訳も担当している。

#### フロント
後藤 恒生（ごとう こうせい）
声 - 川島得愛
ETUのGM。39歳独身。達海のチームメイトだった元プロ選手で、引退後にフロント入りした。
ETU再建のために指導者として達海が必要と考え、有里と共にイギリスへ赴き達海を日本へと帰国させた。達海には全幅の信頼を寄せており、サポーターの監督批判に対しても矢面に立って対話しチームを支えている。10年前の達海の移籍騒動の時は、笠野の勧めでETUから京都へ移籍してプレーしていたため、達海と個人的な親交はあったがチームの内部事情は全く知らなかった。
永田 有里（ながた ゆり）
声 - 浅野真澄
永田会長の娘でETUの広報。子供のころからETUのクラブハウスに出入りし、現役時代の達海の大ファンだった。
強い情熱を持ってETU運営に携わっており、隙あらば仕事の話をねじ込み、シーズン前には過労で倒れたこともある。英語に堪能で、イギリスから達海を連れ戻す時や、後にリチャードが代理人として達海のもとを訪れた時には通訳を担当していた。
永田会長（ながたかいちょう）
声 - ふくまつ進紗
ETU会長で有里の実父。昔ながらの頑固親父といった風情で、居酒屋「東東京」も経営している。弟である副会長と頻繁にいがみあっている。津川会長時代は広報担当で、クラブが達海偏重となっていることに危機感を抱いてはいたが、有効な手立てがわからず結果として座視するしかできなかった。
永田副会長（ながた -）
声 - 後藤哲夫
ETU副会長で会長の実弟。小柄で小太り。軽率な発言が目立つため会長と頻繁にいがみあっており、スカルズと一触即発の状況に陥ったこともある。コンプレックスである禿頭を隠すため、常にかつらを身に着けている。
笠野（かさの）
ETUのスカウトマン。選手の実力や才能を見抜く能力に長け、全国を回って無名ながら才能のある選手を発掘しスカウト、椿をはじめETUレギュラーメンバーの多くを入団させた。また口が上手くファンに対しても地道で誠実な活動を行っているため、直接関わった人間からは絶大な支持を集めている。
10年前はETUのGMで、その才能を見込んで入団させた達海と互いに強い信頼関係を結んでいた。津川会長がクラブを私物化するようになるとそれに反発、達海に過度な負担を強いて歪んでしまったチームを正常化させることを誓い、達海をプレミアリーグへと送り出したが、それが結果として現役選手としての達海の最期とETUの崩壊を招いてしまい、自責の念からGMを辞任。達海と並ぶチーム崩壊の元凶としてサポーターに憎まれたこともあり、以来クラブハウスにはほとんど戻らず全国を巡って無名選手をスカウトする生活を送っていた。
大学サッカーを試合を視察していた現場において、ETUがリーグ後半戦を迎えるに当たってその力が必要と見込んだ達海と10年ぶりに再会、「笠さんのような人間が必要なんだ」「笠さんに任す」という言葉に説得されフロントに復帰した。復帰後はかつてのように地元のサポーターと精力的に交流を重ね、またスポンサー撤退を示唆していた大江戸通運副社長を説得してクラブ存続の危機を乗り越え、永田会長から次期会長就任を打診されるなど、かつて以上の信頼を取り戻している。
パッカくん
ETUのオフィシャルマスコット。モチーフはカッパ。顔に似合わず厚かましく、男とは握手はしないが、ちびっ子には優しい。オールスターゲーム恒例のチームマスコット達によるミニゲームでは、激しいディフェンスで「マスコット界の潰し屋」と呼ばれ、イエローカード2枚貰って退場してしまった。
単行本のカバーの見返しのカットには毎回必ず登場している。また実際にパッカくんの着ぐるみが作られ、モーニングの公式サイト上でイベント等への貸し出しを募集している。

#### スポンサー
浅倉社長
大江戸通運の社長。年配の老人で、永田会長らとも付き合いが長い。人柄が良く、ETUの活躍を嬉しく思っている。
浅倉 秀和（あさくら ひでかず）
大江戸通運の副社長で、浅倉社長の息子。あくまで利益優先の厳しい考え方をしており、社長の意向とはいえ、ETUに出資することを快く思っていなかったが、笠野との交流を経て理解を示すようになる。

#### サポーター
サポーター集団「United Skulls（ユナイテッド・スカルズ）」が応援の中心となっている。達海のチーム復帰で、ゴローら数少ない古参のサポーターも「江戸前応援団」を立ち上げているが、応援に対する考え方の違いから両者は対立。しかしスカルズの謹慎を経て後に和解。コータら子供たちも独自の応援団を立ち上げている。
羽田 政志（はた まさし）
声 - 宮内敦士
ETUのサポーター集団・スカルズ発足時のメンバーの一人であり、リーダー。「チームを強くするのはサポーター」を信条に、コールリーダーとしてゴール裏のサポーターを統率している。
ETU暗黒期の一因を作ったとして、達海の監督就任を歓迎しておらず、開幕後の連敗から不満を募らせ、札幌戦後にスカルズの仲間達と選手バスを囲い込むなどトラブルを起こすこともあるが、ETUを愛する心は人一倍。サポートする情熱と、スタンドから正確に状況を観察できる冷静さを持つ。
中学時代はサッカー部の主将と生徒会長を兼任する優等生だったが、両親の離婚により進学した高校に居辛くなり退学している。その時期にETUの試合を見ることが息抜きとなっていたが、達海の移籍やゴール裏全般を仕切っていた吾郎たちが（仕事や子供が産まれる等の家庭環境の変化で止むを得ず）スタジアムから離れるなどでゴール裏の雰囲気が荒んでいる状況を目の当たりにしていた時期に、実質上のスカルズの前身である「ドクロ団」のメンバーと出会い、自らの境遇と似ていることで打ち解け、共にスカルズを立ち上げることとなる。
スカルズ発足の経緯と、ETUが2部リーグに落ちて観客数が減少する中でも応援してきた自負もあり、かつてゴール裏のリーダー格でありながらチームの低迷期に応援に来なかった吾郎たちを「俺達とあんたらとは応援する意味が違う」と軽蔑しており、スタジアムに戻ってきた彼らがゴール裏に溶け込まず独自に応援を行なうことに対しては（コールリーダーとしての立場もあってか）特に不快感を露にしている。しかし、吾郎の息子・コータのことは肝が据わっていると一目置いている描写がある。
長らく吾郎達（江戸前応援団）やコータ達（チームOKKO）と対立関係にあったが、スカルズが雑誌の記事を巡って副会長をはじめとしたスタッフと喧嘩を起こしたことが原因で自主的に謹慎した際に自らのやり方の限界を悟ったと同時に、不在の間にゴール裏を仕切った吾郎のリーダーシップを再認識したこともあり和解。共に応援することとなった。
エリート街道からドロップアウトしたものの頭脳明晰な点に変わりなく、職業は塾講師で、真壁が塾長の受験専門学習塾「UP UP」(アップアップ)で数学を教えている。授業スタイルは威圧感を駆使し生徒たちの学力を上げるというスパルタ。しかし、授業以外の場所では生徒たちに親身になって接しているため生徒からの人気は高く、塾内の人気ナンバーワン講師である。この現象をある塾内の女性教師は「ヤンキーと子犬の法則」 と呼んでいる。
田沼 吾郎（たぬま ごろう）
声 - 多田野曜平
八百屋を営んでいるETUの古参サポーター。昔はゴール裏を仕切るほどの熱狂的なサポーターだったが、結婚して息子が生まれ、達海が移籍しETUが凋落してからは、すっかり熱が冷めてサッカーに対する興味を失っていた。
達海が監督としてETUに復帰したことで情熱を取り戻し、昔の仲間たちを連れて再びスタジアムに通い始めるも、低迷を経て緊張感のある雰囲気に変化していた現在のゴール裏に馴染むことができなかった。当初は自分達がゴール裏を率いていた10年前のアットホームな応援スタイルへの拘りが強すぎるため、スカルズのメンバー達に疎まれて衝突を繰り返し、それを見た息子のコータからも呆れて見放され、肩身の狭い思いをしつつも江戸前応援団として独自の応援をしていた。スカルズの中心メンバー不在時にサポーターをまとめた活躍もあり紆余曲折を経てスカルズやコータ達と和解し、共に応援していく決意を固めた。
椿に現役時代の達海と同じ何かを感じ気に入っており、横断幕まで作って熱を入れた応援をしている。
田沼 幸太（たぬま こうた）
声 - 儀武ゆう子
吾郎の息子で、愛称「コータ」。友人のヨシオ、テッタとともにETUのサッカースクールに通っている。父の吾郎同様に熱心なETUサポーター。子供ながら冷静に物事を見られる性格で、時々的を射た発言をすることがある。東京ヴィクトリー戦での事件でETUのゴール裏の現状と吾郎やシゲらの行動に落胆し、友人や山さん親子たちと「TEAM OKKO」を結成した。紆余曲折を経てスカルズや父・吾郎と和解。
シゲ
声 - 広田みのる
「ETUのゴール裏は俺達が作った」と豪語する吾郎と同じ古参サポーター。小太りでスキンヘッドの見た目通りに柄が悪く、暴言を吐き、喧嘩っ早い。江戸前応援団とスカルズとの対立関係を生むきっかけを作ったトラブルメーカー。かつての牧歌的なスタンドへの愛着から、スカルズを「チンピラ」呼ばわりして毛嫌いしており、彼らからゴール裏を取り返すと息巻き、東京ヴィクトリー戦での事件でも山さんの息子を口実に殴りこみ状況を悪化させた。過去に拘り「奴らは絶対に許さない」とスカルズに敵意を抱き、横暴さを反省する様子がまったくないため吾郎から叱責されていたが、吾郎の働きかけもあり、和解する。
山さん
カメラ屋を経営している大人しそうな男性。吾郎らに誘われてアウェイでの東京ヴィクトリー戦からETUの応援に加わる。自分とそっくりな顔の息子がいるが、その息子がきっかけとなってスカルズと江戸前応援団との新たな火種を作ってしまう形となったが、結果的にはスカルズと吾郎達の和解をアシストする形にもなった。
優しい大人として子供たちからの信頼を得ており、冷静な分析をしてサポーターとしても急成長を見せている。

#### かつての関係者
津川（つがわ）
永田が就任する前のETUの会長（達海が現役だった時代）。資金面で決して裕福ではなかったETUを、自らのコネを存分に生かし、ETUの地位向上に貢献するなど、経営者としての手腕は高かった。サッカーそのものに対してもある程度情熱はあったものの、チームの看板選手だった達海に過大な期待を寄せた上に、客寄せパンダとして扱っていた面があった ため、GMの笠野とは終始対立していた。達海がイングランドのクラブへ移籍した後、ETUに価値を見出せなくなり、会長を退任した。
フェルナンド
ポジション：FW。元アルゼンチン代表。
達海が監督に就任する前年に、ETUに所属。達海が背負った背番号7を与えられるなど、大いに期待されるが、チームにフィットせず、ほとんど活躍が出来ず、1年で退団した。
深作（ふかさく）
ポジション：MF。
達海が現役時代に控えだった選手。負傷のため欠場した達海の代わりとして攻撃的MFを務めるが、その間の成績が1勝4敗と奮わず、戦犯扱いされた。サポーターの野次に怒り、乱闘になりかけたこともあった。
駒田（こまだ）監督
達海が現役時代のETU監督。精神論を押し出して指揮をしているため、周囲からはあまり信頼されていない。

### 東京ヴィクトリー
創設時から日本代表を多数輩出し、近年もリーグ連覇を達成している強豪チーム。同じく東京都を本拠地とするETUとの対戦は東京ダービーと呼ばれ、かつては人気カードだったが、ETU低迷後はヴィクトリーが連戦連勝している。
平泉（ひらいずみ）
声 - 有本欽隆
東京ヴィクトリー監督。口髭を蓄えたダンディーな外見をしている。ヴィクトリーをリーグ連覇させ黄金時代を築き上げた名将で、達海の監督就任によりETUが変わり始めたことをいち早く見抜いていた。
前年のW杯後の代表監督選考で、日本人監督を求める風潮が強かったことから就任の第一候補となっていたが、最終的に選ばれたのは外国人のブランだったため、そのことが心にしこりとして残っている。オールスター戦で監督に選出された際には、「真剣勝負ではないゲームの采配には気が乗らない」と指揮を放り出し、コーチで選出されていた達海らに采配を任せきっていた。
持田 蓮（もちだ れん）
声 - 神奈延年
攻撃的MF。背番号10番。東京ヴィクトリーの「心臓」「王様」と呼ばれ、日本代表でも中心選手として活躍している。天才的なテクニック、得点能力やゲームメイキング能力だけでなく、狂気じみた勝利への執念と強烈な上昇志向も持ち合わせており、ピッチに立つだけでサポーターを熱狂させフィールド全てを支配するほどの存在感を放つ。チームメイトの不甲斐ない態度やプレーに対しては、たとえ目上の人間であろうと容赦なく辛辣な言葉をぶつけるが、その指摘が的を射ておりまた誰もがその執念の強さを知っているため、反論する人間はいない。ヴィクトリーユース出身。
唯一の弱点といっていいのが故障癖で、若手時代から慢性的な右足首の故障を抱えており、平泉はその状態を「もはや休ませて治る類のものではない」と語っている。そのためチームを離脱することがしばしばあり、日本代表においても幾度となく華々しい活躍を見せているにも関わらず未だワールドカップ本戦に出場した経験がない。また海外リーグでのプレーを熱望し続けているが、怪我が周知の事実となっているためにどのチームを獲得に名乗りを上げようとしない。
ETUとのプレシーズンマッチの後も2ヶ月間チームを離脱していたが、リーグ公式戦のETU戦で復帰、不調から立ち直りつつあったチームに活を入れて完全復調させ、リードされていたゲームを引き分けに持ち込ませた。試合後、城西らがETUを圧倒した事実上の勝利に満足する中、ひとりだけ勝ち切れなかった悔しさを露にし、マッチアップした椿に対して強烈な対抗心を燃やしていた。
長らく怪我の影響もあって日本代表メンバーから外されていたが、親善試合のホンジュラス戦で代表復帰。花森ら海外組が召集されなかったため花森にかわって10番をつけ、チームを4-0の圧勝に導くのみならず4得点全てに絡む大活躍を見せブランから事実上の代表内定宣言を受けた。
直後のリーグ後半戦のETU戦ではスタメンとして出場。ゲームを支配していたが、後半、あわやスーパーゴールかというタイミングで左膝の靭帯を負傷、自ら退場を願い出てアジアカップ代表も辞退した。当初は活躍できなくなれば引退する覚悟で試合に臨んでいたが、重傷で動けなくなってなお自分の野心が衰えないのを悟り、要望に応えて起用してくれた平泉に感謝を告げると共に怪我を克服し捲土重来を誓ってピッチを下りていった。
城西 望（しろにし のぞむ）
声 - 三上哲
MF。背番号8番。東京ヴィクトリーのキャプテン。通称「シロさん」。日本代表の常連選手で、ブラン体制になってからは代表キャプテンを務める。真面目な性格で、普段から優等生的・模範的な発言が多く、それを煙たがられることがある。
三雲 烈（みくも あきら）
MF。年齢：22歳。背番号24番。ボランチ。守備専門で、いわゆる「潰し屋」の役割を担う。層の厚いヴィクトリーでレギュラーを勝ち取ったが、プライドの高さが災いし、プレシーズンマッチではジーノに「ミック」と呼ばれ、良いように翻弄される。公式戦では王者のプライドを再認識し、落ち着きを取り戻した。五輪予選代表。
シャリッチ
MF。背番号13番。ボランチ。クロアチア人。攻撃と守備とをつなぐリンクマンの役割を担う。
レオナルド
FW。背番号9番でヴィクトリーの得点源。屈強な体格のブラジル人。ブラジル人なのにサンバが踊れないのと、シーズン前の調整の遅さが弱点。
秋森 俊基（あきもり としき）
DF。背番号4番。センターバック。日本代表。合わせ易いボールへの対応では夏木を完全にシャットアウトできるほどセンターバックとしての能力は高く、最終ラインからの長短のパスで攻撃の基点となるプレーも持ち味。
東京Vのチーム内では、ETUにおける清川のような脳内ツッコミ役であり、代表では年下の星野に呼び捨てにされるなどイジられ役。また、代表でセンターバックの相棒となる越後に比べて女性人気がないことに若干のコンプレックスを持っている。
堀（ほり）
声 - 黒澤剛史
MF。背番号7番。左サイド。薄顔だがプライドが高く、高慢とも取れる持田の態度に苛立ちを覗かせることもある。
石田
DF(右サイドバック)。背番号30。
小沢
DF。背番号6。シーズン前半のETU戦では先発で出場したが、シーズン後半は途中出場
間宮
GK。背番号23。
山根
DF(センターバック)。背番号2。守備の仕事が出来ないアリソンをよく怒鳴りつけている。
日野
背番号11。シーズン前半のETU戦では怪我の持田に変わって先発出場している。
アリソン
DF。背番号39、シーズン中にヴィクトリーが補強したブラジル人選手で左サイドバック。後手に回る守備能力の低さを山根にいつも注意されているが、言葉の意味を理解できておらず、解釈を違えてしまうので一向に改善しない。
一方で攻撃力は非常に高く、対面のガブリエルを走力で凌ぐオーバーラップと強烈なシュート力を持つ。「守備でのミスは攻撃で取り返す」がモットー。
成田 誠（なりた まこと）
MF。10年前の背番号10番。当時の日本代表のエース・司令塔だった。達海の台頭により日本代表エースの座を脅かされるようになり、達海を激しくライバル視していた。その後達海に代表エースを奪われ、さらに新人だった持田のチーム加入で自分の限界を悟り、ヴィクトリーから去っていった。
10年経って39歳になり、達海がETU監督に就任したシーズンも3部リーグで現役を続けている。かつては自分こそ日本最高の選手だというプライドの塊のような性格だったが、自分の限界を知ったことで丸くなったという。リーグ後半戦の東京ダービー前に持田と会った時は、引退の覚悟で試合に臨む持田に対し、達海のように怪我で引退する様は見たくないと、思う結果が残せずとも現役を続行するよう呼びかけていた。

### 名古屋グランパレス
不破（ふわ）
声 - 小室正幸
監督。過去、達海移籍後にETUの監督を務めたものの、フロントや選手との確執から2部降格という結果を招き、「ETUの暗黒時代」と呼ばれる時期へ導いた人物。そのため、両者間には現在も遺恨が残っている。名古屋ではブラジル人トリオを補強し、好成績を収めている。
選手、フロントと、全てにおいて高いレベルでのプロフェッショナルなチームを作ることを信条とし、手厳しい指摘をして選手から嫌われることも厭わない。ETUの永田会長からは「現実を直視せず、理想ばかり追う男」と手厳しい評価を受けているが、資金面での折り合いがつけば、その高いプロ意識と、間違えではない正しい指摘で、それなりの手腕を発揮する監督でもある（要はETUとの相性が致命的に悪かった）。
ボブカットが特徴だが、達海に「変な髪型の不破さん」と言われてしまう。
ペペ
FW。背番号20番。名古屋ブラジルトリオの1人。いわゆる天然な性格で、ハーフタイム中に菓子パンを頬張る等の突拍子の無い行動をゼウベルトに注意されたり、ゴールを決めたあとに自分の似顔絵を見せたりとするが、ストライカーとしての能力は非常に高い。作中でまったく台詞を喋らない。オールスターではMVPを取ろうとして、ハウアーや姜 昌洙とゼウベルトのゴールにかみついていた。
ゼウベルト
声 - ギボ・アギナルド / 志村知幸
MF。背番号8番。名古屋ブラジルトリオの1人。セレソンに選出されたことがある。視野が広く、パスセンスに優れる。天然なペペやカルロスに比べると常識人で、ブラジルトリオのまとめ役だが、他の2人の天然ぶりにツッコミつつも、結局その場の空気に流されてしまうのがお決まりとなっている、ペペに似顔絵を描いてもらったところ、全く似ていなかった。名古屋のゲームメーカーである。
カルロス
声 - ノザキ・オジエル / 荻野晴朗
MF。背番号17番。名古屋ブラジルトリオの1人。ペペ同様、危うくレプリカのユニフォームで入場しかけるなど、少々天然気味。間延びした口調で非常にゆっくりしゃべる。守備的MFとして、名古屋の攻守の要となっている。ぺぺに似顔絵を描いてもらったところ、ゼウベルトとは逆に、うまくかっこよく描いてもらった。
板垣（いたがき）
声 - 斉藤次郎
FW。背番号11番。「名古屋のエースは俺だ」と自負しており、ブラジルトリオ（特にペペ）に対抗心を燃やしている。かつて名古屋に在籍していたFWのドミンゴを尊敬しており、プレースタイルを模倣している。リーグ後半では、スーパーサブのような形で使われている。
上原（うえはら）
GK。背番号1番。
古賀（こが）
DF。背番号5番。不破のやり方に不満を持っている。
川瀬
MF。背番号10。ミスター・グランパレスと評される選手。元日本代表で妻子持ち。ここ数年は控え暮らしが続いている。不破からは完全に構想外扱いされており、移籍先を探している矢先、怪我人が出たボランチとして出場機会を得る。自分の若いころにそっくりだという椿のことを気にかけている。
ドミンゴ
かつて名古屋にいたFW。背番号11番。コロンビア人。黒田が新人の時に対戦して、当時の黒田を翻弄した。現在は帰国して、コーヒー店を経営している。
シャッチー
名古屋のマスコット。モデルとなったクラブとは異なり、名古屋城の金のシャチホコがモチーフ。オールスター戦でパッカ君に倒される。着ぐるみはシャチホコから生身の人間の脚が生えた異様なビジュアルとなっている。

### 大阪ガンナーズ
ダルファー
声 - アントン・ルベル / 楠見尚己
オランダ人監督。攻撃的サッカーを志向し、昨シーズンは大阪をリーグ2位に導き、今シーズンも優勝争いの一番手としてチームを率いる。我が強く自分の戦術に絶対の自信を持っているが、オールスター戦ではその点を達海に突かれて敗北していた。
園田（そのだ）
声 - 中田隼人
ダルファーの通訳。メガネをかけている。ダルファーをおだてて気分を良くするのが上手く、「世界一の通訳」とダルファーに言われている。
窪田 晴彦（くぼた はるひこ）
声 - 山中真尋
FW。20歳。背番号7。静岡県出身。元々守備的MFで各年代代表に選ばれる実力者だったが、ダルファーの意向でFWに転向したことで抜群のポジショニングと高いセカンドボールの奪取率が開花、大阪の誇る4トップの一角を占めガンナーズ波状攻撃の核となる選手にまで成長した。一方でスタミナの不足という欠点があったが、畑と片山の協力でペース配分を覚え克服しつつある。会話のテンポが人より遅く、寡黙で大人しいが明るい性格で、テンションが上がると「わはっ」という独特の笑い声をあげ、さらに感極まると鼻血を出す。
五輪代表に召集された時に椿と意気投合し、代表チームでは親友として常に行動を共にするようになり、試合では誰もが驚くほど息の合ったコンビネーションを見せた。以来、互いをリスペクトすると同時に、ライバルとしても激しく意識するようになる。
リーグ後半戦のETU戦では対抗意識を剥き出しにしてスーパープレーを見せ、椿の逆転ゴールを帳消しにする同点弾をアシストした。その後椿らと共にA代表に抜擢され、ウルグアイ戦の後半から椿と同時出場し、同点ゴールを決めた。
志村 春人（しむら はるひと）
声 - 高瀬右光
MF。背番号10。愛称「シムさん」。常に沈着冷静で戦術眼とパスセンスに優れており、大阪の司令塔として4人のFW陣を自在に操る。性格は温和だが天然ボケの一面があり、噛み合わない会話でしばしば周囲を混乱させている。日本代表の常連選手。
ジーノと同じように、独自のセンスで選手にニックネームをつける。
平賀 純一（ひらが じゅんいち）
声 - 井田国男
MF。背番号5。ガンナーズのキャプテンで、愛称は「ヒラガン」「ヒラさん」。横浜出身。ハードワークを信条とするボランチで、ガンナーズの大黒柱と言える選手。長髪を後ろで結んでいる。試合の途中で交代させられたことはきわめて少ない。
日本代表の常連選手で、前年のワールドカップでは日本代表の主将を務めていたが、ブラン体制以降はポジションとキャプテンの座を城西に明け渡している。
ハウアー
声 - マイク・ジバーグ / 三宅健太
FW。背番号18。長身で、ポスト役もこなす、頼れるオランダ人選手。その反面、足元のボールはややルーズになる傾向があるが、ボールのキープ力においてはチームメイトに信頼されている。ゴツイ顔にミスマッチな美しいヘアースタイルが自慢であり、独自の美学を持っているが、周囲には理解されていない。ヘアースタイルは今まで3パターンが確認されている。
若手のころはダルファーの指導のもとでのU-20の世界大会で得点王を獲る実力者だったが、その後伸び悩み、所属先のクラブを転々としながら10年間燻っていた。その最中でガンナーズを率いていたダルファーの誘いを受け、来日したエピソードを持つ。自身は、当時の自分を「情けない美しさだけが取り柄の控えCB」と評している。
片山（かたやま）
声 - 田中一成
右のFW。背番号13。愛称「カタ」「カッタン」。関西弁を喋り、チームメイトの畑とは漫才的なノリ。畑以上の得点を取ることに執着するが、ゲーム中は臨機応変に対応する。正確なクロスは脅威。ガンナーズのユース育ち。
畑 真哉（はたけ しんや）
声 - 福田賢二
左のFW。背番号11。愛称「ハッタン」。関西弁を喋り、チームメイトの片山とは漫才的なノリ。相方の片山以上の得点を取ることに執着するが、ゲーム中は臨機応変に対応。今シーズンは片山以上の得点を上げている。片山と同じくガンナーズのユース育ち。ホンジュラス戦で日本代表に初招集された。
寺内（てらうち）
声 - 黒澤剛史
DF。背番号6。CB。日本代表選手。
小室 武巳（こむろ たけみ）
声 - 島﨑信長
DF。年齢：22歳。背番号8。愛称「コム」「コムっち」左SB。日本代表選手であり、五輪代表選手。
リマ
DF。背番号2。CB。体格が良く、「不死身」と評される頑丈な外国人選手。
坂元（さかもと）
声 - 三上哲
DF。背番号20。愛称「サカ」。右SB。シーズン前半のETU戦のみ出場。
今井（いまい）
声 - 斉藤次郎
GK。背番号1。愛称「イマさん」。
大友（おおとも）
MF。背番号4。ボランチ。
葛城（かつらぎ）
声 - 真仲恵吾
MF。背番号26。
南（みなみ）
MF。背番号19。
松尾（まつお）
FW。背番号24。シーズン後半のETU戦で途中出場。ガンナーズの下部組織出身の若手。

### ジャベリン磐田
倉茂（くらしげ）
声 - 小島敏彦
ジャベリン磐田監督。就任14年目の大ベテランで、老獪な采配を得意とする。リーグ開幕戦でETUとぶつかり、幸運な得点を起点にETUに大勝した。
田辺 努（たなべ つとむ）
右SB、日本代表選手。
「クロスの名手」と言われる実力の持ち主。リーグ開幕戦のETU戦では、プレシーズンの好調さそのままに押し込んでくるETUのプレスに手を焼いたが、苦し紛れに放り込んだクロスがそのままゴールに入り、その後の大量点の呼び水となった。
日本代表編では、初めて招集された気鋭の若手、綿谷（鹿島）に先発を譲るなど、ポジション争いの渦中に巻き込まれた。

### 清水インパルス
蛯名（えびな）
清水インパルス監督。通称「エビさん」。現役をインパルス一筋で過ごし、引退後ユースの指導者を経てトップチームの監督に就任。
後藤曰く「兄貴分キャラを地で行く人」。選手からの信頼も厚い。ミーティング時にボードを叩いて突き指をしたり、選手に｢外国人FWだと思って本気で来いよ｣とタックルさせ鎖骨を折るなど、行き過ぎた熱血ぶりを周りからたしなめられることもあるが、「自分の熱が伝播し選手のモチベーションが上がるなら、いくらでも怪我をする」と語っている。
口には出さないものの、達海の手腕を評価し、期待もしている。
大谷 浩輔（おおたに こうすけ）
FW。背番号19。22歳。通称「タニ（さん）」。U-22日本代表。
香港代表とのオリンピックアジア予選では、赤崎のシュート性のクロスに合わせてゴールを奪う。
浦田 尚貴（うらた なおき）
MF。背番号7。25歳。日本代表。
上川 駿介（かみかわ しゅんすけ）
GK。背番号21。31歳。日本代表。
山口（やまぐち）
背番号3。
深田（ふかだ）
背番号10。
パク・ヒョジン
背番号11。
井端（いばた）
声 - 井田国男
背番号18。
マルシオ
背番号20。
宗方（むなかた）
DF。背番号25。

### ジェムユナイテッド千葉
ミルコビッチ
千葉の外国人監督。就任3年目。欧州では「教授（プロフェッサー）」と謳われていた知将。戦術面では厳しい規律を設け、選手をほめるということは基本的にはしない。基本的には相手の良さを消すサッカーをする。「人生は常に勉強」というポリシーを持っており、探究心は旺盛。
マクレガー
背番号19。主なポジションはボランチ。千葉が夏に補強したオーストラリア代表選手。フィジカルを生かしたディフェンスは手強い。戦争映画マニアで、試合中セリフや思考に戦争映画のようなものがよく出てくる。妻と息子がいる。
戸倉（とくら）
背番号7。主なポジションはトップ下。対ETU戦の前半はボランチを務めた。精度の高いキック力を持つ。
ロベルト
背番号11。主なポジションはFWだが、戦術上サイドハーフを務めることも。
斉藤（さいとう）
背番号9。FW。対ETU戦では1トップ。
土橋（どばし）
背番号13。FW。対ETU戦では右サイドハーフ。
岡田（おかだ）
背番号5。DF。ボランチ。千葉のキャプテン。
小田（おだ）
背番号28。DF。
ピーナッチ
ジェムユナイテッド千葉のマスコット。頭部が落花生の形をしている。

### 浦和レッドスター
ダイスラー
浦和レッドスターの監督。ドイツ人。浦和のサポーターは日本一であると思い、ホームでの試合に自信を持っている。
越後 直（えちご あたる）
背番号3。キャプテン。日本代表DF。ホームのETUとの試合では椿に激しいディフェンスをしている。第25節の大阪との試合では豪快なヘッドで先制ゴールをした。
ルックスが良く、女性誌で特集が組まれるほど代表での人気が高い。
多田
背番号6。ETUとの試合では代役でトップ下で出場している。
イトイ
背番号5。アウェイでのETUとの試合では先制ゴールを決めた。
イマダ
背番号14。
ハマダ
背番号24。
益永　英斗（ますなが　えいと）
背番号16。U-22日本代表。ホームのETUとの試合ではボランチでフル出場。椿をファールで止めるなど気持ちのこもったプレーで勝利に貢献した。代表ではウズベキスタン戦で先発、後半に椿と交代した。

### 川崎フロンティア
ネルソン
ブラジル人監督。癖毛の頭が特徴で、右手の人差し指を顔の前で立てる癖がある。若く勢いのあるチームを率いるのが得意で、選手の伸び代を見る能力に長けた「育成・発見型」の指導者。ブラジルでは幾多の弱小チームを強豪へと育て上げた。
八谷 渡（はちや わたる）
MF。背番号13。ポジションはボランチ（レジスタ）。広島や神戸に所属していたころは攻撃寄りのポジションだったが、川崎でボランチにコンバートされたことで広い視野・戦術眼や優れた個人技などの卓越した才能が開花し、川崎の攻守の要となった。そのためネルソンへの尊敬の念は人一倍強い。また人の話を聞かない勢いのあるうるさい性格で、チームのムードメーカーにもなっている。ホンジュラス戦で日本代表に初招集された。
星野 克弘（ほしの かつひろ）
GK。背番号1。25歳。「攻めるように守る」守備と、目上の相手であろうと物怖じせず笑いながら怒鳴り散らす独特のコーチングで、相手チームのみならず味方からも恐れられている。抜群の実力で日本代表でも不動の守護神としても君臨しているが、高い自尊心と過信とも取れる自信をネルソンに危惧されており、緑川も「まだ圧倒的な存在ではない」と評している。
姜 昌洙（カン・チャンス）
FW。背番号18。スピード豊かな韓国代表選手。声が大きく騒がしい。日本語もさほど上手くはないが、通訳を付けずに勉強する努力家でもある。「チャンスに強いよカン・チャンスー」など、ダジャレも独学で覚える22歳。ホームのETUとの試合では、チャレンジ精神のこもった豪快な先制ミドルを突き刺した。
ロドリゴ
FW。背番号10。スピードに優れる選手。20歳とは思えぬ老け顔。アウェーのETUとの試合では、黒田を振り切り先制ゴールを決めた。
浅香（あさか）
MF。背番号7。主なポジションはトップ下。23歳。アウェーのETUとの試合では、こぼれ球をヘディングで押し込み2点目を決めた。
近藤（こんどう）
MF。背番号8。右サイドのMF。川崎のキャプテン。ホームの対ETU戦で1点目をアシスト。
草野 佑磨（くさの ゆうま）
MF。背番号11。左サイドのMF。22歳。U-22日本代表選手。
吉崎（よしざき）
DF。背番号6。よく星野に怒鳴られている。
レアンドロ
ボランチ。背番号21。ホームの対ETU戦でコーナーキックから決勝点をヘディングで叩き込んだ。

### モンテビア山形
佐倉 ひとし（さくら ひとし）
モンテビア山形監督。37歳。近眼で眼鏡を外すと何も見えなくなる。オールスター戦に達海と共にコーチとして出場して以来、達海と互いに「タッツミー」「サックラー」と呼び合っている。慌てやすい性格の心配性で、選手経験が皆無に等しいことから頼りない印象を持たれ、よく選手に弄られている。試合中に作戦ボードを用いて策を考えるのに集中すると、ブツブツと独り言を呟いて周囲の声が聞こえなくなる。
子供のころからサッカー少年だったが、基本プレーすらこなせないほど運動が苦手だったため全く試合に出られず、高校時代にプレーヤーを辞め、半ば趣味でサッカー観戦と戦術の研究に没頭していた。卒業後の進路に悩んでいた大学3年の時、スタジアムでETUの試合を観戦、ルーキー時代の達海の才気溢れるプレーに触発されて達海に注目するようになる。ある日のインタビューで達海が「調子がいいと上からピッチを見下ろしてる感覚になる」と答えたのがきっかけで、ピッチの外から俯瞰して試合を見続けてきた自分が監督としてゲームに関われるのではないかと思うようになり、大学卒業と同時にアルバイトスタッフとして仙台に入団。やがて山形ユースでコーチの実績を残し、3年前にトップチームのコーチから監督に就任すると、わずか2年目でチームを2部から1部へと昇格させた。
普段は選手に弄られ続ける監督らしからぬ姿を見せているが、ケンとメンデスの両ベテランに支えられ、1部昇格後も初昇格チームとは思えないほどの結果を出し続けているため、実際は選手に深く慕われている。相手チームを研究し相手の弱味を突く戦術を得意とし、またサッカー観が達海と似通っていることから、引き分けに終わったリーグ前半戦のETU戦では達海に「やりにくい相手」と評されていた。リーグ後半戦のETU戦では、堀田を退場させた直後のケンのゴールで流れを引き寄せながらも、ガブリエルの投入と夏木の奮闘により試合終了寸前にPKを取られ惜敗した。試合後には、憧れの存在だった達海に敗れたことを悔しがり、達海も自分の戦術が佐倉に影響を受けている面があると告げ、互いに実力を認めあった。その後のリーグ戦でも、首位ガンナーズを下すなど躍進を続けている。
名前の「ひとし」は漢字表記不明。
ケン / 古内 健（ふるうち けん）
達海より上の世代の日本代表のエースで、長年に亘って日本サッカー界を牽引してきたパイオニア的存在。41歳を迎えてなおモンテビアの中心選手として試合に出場し続けており、「ケン様」「生ける伝説」「日本の至宝」などと呼ばれファンからも選手からも絶大な支持を集めている。常にキラキラした爽やかな笑顔を浮かべている。背番号11。
現役選手として高齢のため身体能力は衰えているが、豊富な経験と技術、ピッチや観客席の空気を一変させる強烈なカリスマ性は健在。オールスター戦ではコーチとして帯同した佐倉の進言で後半から出場、後半のみでハットトリックを達成する大活躍を見せMVPに選ばれた。リーグ後半戦のETU戦でも、堀田が退場した直後の絶妙のタイミングで同点ゴールを決め、試合の流れを大きく引き寄せた。
野村（のむら）
背番号1。GK。愛称「ノムさん」。
大倉（おおくら）
背番号22。山形のキャプテン。
メンデス
背番号3。ブラジル人CB。36歳。生真面目な性格でロッカールームでは外国人ながらチームをまとめる役割である。相手チームの選手が思わずたじろぐほどいかつい外見をしており、見た目通りのフィジカルの強さを誇る。オフェンス能力もありロングフィードが得意。
中野（なかの）
背番号4。
小森（こもり）
背番号5。選手経験がない佐倉を全く尊敬しておらず、タメ口で佐倉をけなすなど態度も口も悪いが、持ち前のパスセンスと相手を出し抜く感覚を買われており、モンテビアの攻撃の核を担える選手として期待されている。しかしプレッシャーに弱く、ミスが増えたり精度が落ちたりする他、守備面での問題もありと、プレーに課題も多い。
長谷川（はせがわ）
背番号6。
瀬古 紀武（せこ のりたけ）
背番号8。謙虚な熱血漢で感情を表に出したプレーが目立ち、佐倉に反抗する小森を頻繁にたしなめている。アクションが大袈裟なのも特徴。佐倉が監督となった後、持ち前のスタミナと対人能力の高さを生かす術を覚えて存在感が増し、チームにとって欠かせない存在となった。リーグ後半戦のETU戦では豊富な運動量でマークについた堀田を翻弄し、レッドカードを誘って退場させる活躍を見せたが、達海の策により終盤に集中が途切れ、スタミナ切れを起こしていた。その後ホンジュラス戦で日本代表に初招集され、八谷の弟分のような間柄になっている。
村田（むらた）
背番号14。
菅野（かんの）
背番号15。FW。愛称「カンちゃん」。丸岡とは幼馴染だが、立場的には上。ヘアバンドをつけている。
丸岡（まるおか）
背番号23。FW。愛称「マル」。菅野とは幼馴染だが、菅野にいじられ、パシられている。単純な性格。ケンに心酔している（というか大ファン）。

### 横浜マリナーズ
元木（もとき）
声 - 広田みのる
横浜マリナーズ監督。現役時代はDFで、達海とも対戦経験がある。現役時代から負けず嫌いで、監督になってもその性分は変わらない。成績不振を理由に、シーズン途中で解任される。解任後、仕事でETU対千葉の勝利チームの監督インタビューで達海にインタビューをしたが、達海に散々いじられるはめに。達海が率いるETUとの公式戦は、3戦全敗（カップ戦含む）。
細川（ほそかわ）
解任された元木の後任。かつてのマリナーズ黄金期を指揮した監督であり、監督復帰を果たした形で、チームの建て直しを図る。
古谷 巧海（ふるや たくみ）
背番号5。日本代表でもプレーしているMF。チームの守備の要で、代表ではセンターバックの控え選手。

### ヴァンガード甲府
ETU、モンテビア山形と同じプロビンチャーレ。スタジアムには小規模スポンサーの広告看板が林立し、年齢の高い選手とレンタル加入の選手が多く、有望株の選手を引き止めるだけの資金もない。
棚橋（たなはし）
ヴァンガード甲府監督。大声で指示を出し続けることが多いため、試合後にたびたび声をガラガラに枯らしている。
久石（ひさいし）
背番号6。鼻下にヒゲを生やした選手。
ダニ
背番号11。外国人選手。

### 鹿島ワンダラーズ
リーグ発足と共に創設された古豪クラブ。ブラジルの伝説的選手・アイルトンが現役晩年を過ごしチームの原型を作り上げたことから、「アイルトンが作ったクラブ」としてブラジルでも知られている。
五味(ごみ)
背番号25。ポジションはボランチ。
永らくプレミアリーグで揉まれ、シーズン途中で鹿島に復帰したチームリーダーで、選手の目の色やチームの迫力を変えるほどのリーダーシップを持つ。
村越とは同年代、同じポジションで旧知の仲であり、村越が感じたチームの実力差は、そのまま村越自身と五味との選手としての実力差ではないかと感じさせた。
綿谷 景(わたや けい)
背番号5。右サイドバック。クライトン監督に使われ続けたことによって才能が開花し、U-22日本代表、のちにA代表にも選出される。
斜に構えたような言動や軽い印象の態度が特徴的で、サッカーに関する頭がいいと評される選手。
代表参加で離れたクラブの試合結果を引きずらないように椿に心構えを諭したり、初召集で先発出場した代表Aマッチでも緊張する様子を見せないなど、メンタル面は非常にしっかりしている。
岩淵 斗真（いわぶち とま）
背番号9。FW.。昨シーズンの夏、レンタル先のイタリアクラブから帰国したエースFW。日本代表に選ばれるほどに復調。今年はオールスターにも出場。ジャパンカップのETU戦でもゴールを決めた。
アンデルソン
背番号11。ブラジル人FW。在籍2年目で、献身的でいやらしいFWになってきた。ジャパンカップのETU戦では、ホーム、アウェイの試合どちらもゴールを決めた。
江田 剛央（えだ たけお）
背番号4。堅守が伝統の鹿島において頼りない新人CBであったが、いつの間にか風格すら漂うほどに成長、ホンジュラス戦で代表にも選出され、先発でデビューを飾った。
福盛
背番号8。MF。ジャパンカップ対ETU戦1戦目、リーグ第25節の対札幌戦でそれぞれゴールとPKを決めた。
朴泰輝(パク テヒ)
背番号7。25節の札幌戦でミドルシュートを決めた。

### 日本人海外選手
花森 圭悟（はなもり　けいご）
日本代表のエース。28歳。ドイツ・ブンデスリーガのヘルタ・ベルリンで攻撃の中心を担っている。大事な場面でよくセリフを噛む。持田とは子供のころから世代別代表で鎬を削った間柄で、「自分の立場を脅かす唯一の選手」と強烈にライバル視している。
自分のことを「日本サッカー界の命運を一身に背負う最高の天才プレーヤー」と勝手に思い込んでおり、その重圧のため常に生気がなく胃を痛めて咳き込む病弱な姿を見せているが、ピッチに立つとその思い込みに違わぬ天才的なテクニックで日本代表の不動の10番として君臨し続けている。また、持田よりもフィジカルは強くその献身的な運動量も特徴である。海外移籍前は、横浜マリナーズの下部組織からトップに進んでプレーしていた。
城島 竜二（じょうしま りゅうじ）
日本代表選手。32歳。イタリアのボローニャにおいて左サイドバックで活躍している。「常にギリギリ」と自称するサッカー人生を歩んでおり、豊富な運動量が武器。味方に対して厳しい要求をするが、それ以上に自分自身にも厳しい。しかし、後腐れはなく明るいキャラクターで周囲に溶け込める。ウルグアイ戦では同点につながるFKを獲得した。選手時代の達海のファンで、年齢の同じ村越とも知り合い。国内クラブ在籍時には、新潟でプレーしていたと思われる回想がある。
北野アレック（きたの アレック）
日本代表選手。スペインのマヨルカでベンチ入りしており、ハーフで関西弁とスペイン語をしゃべる。身長の高さと怒らない強いメンタルが武器である。個性的なキャラクターが多い海外組の中では比較的常識的な思考の持ち主で、代表では椿や窪田の面倒をみている。しかし、優しいようでいて毒舌家の面もある。スペイン移籍前は高卒でプロに進み、花森と同じ横浜でプレー。
桐生 貢（きりゅう みつぐ）
日本代表選手。ドイツのハンブルガーSVでプレーしている。大怪我から復帰し、徐々にコンディションをあげている。泥臭く粘り強いプレーが評価されている。
細見 圭壱（ほそみ けいいち）
U-22日本代表選手。オランダのユトレヒトでプレーしている。U-22代表の10番で、怪我のためオランダでは出場機会がなく代表チームでも不調だったが、椿のプレーに引き込まれるように調子を取り戻していった。

### ウルグアイ代表
ペーニャ
ウルグアイ代表監督。およそ10年前までウルグアイを代表するスター選手だった。現役晩年、長年在籍していた愛着あるクラブの新監督にブランが就任、その直後に「スター気取りで走らない選手は使わない」と辛辣な言葉と共に戦力外通告を受け、追い出される形で別のチームへ移籍し現役生活を終えた。そのためブランとの間には強い確執があるが、ブランがチームの世代交代を成功させペーニャ自身も新天地で華々しい活躍を見せたことから巷間には「新監督がベテラン選手に有終の美を飾らせるため敢えてチームから送り出した」美談として語られており、その真実を知るのは一部の関係者のみとなっている。
親善試合に応じてナショナルチームを率いて来日、ブラン率いる日本代表に対してフルメンバーで挑み、引き分けの結果に終わった。試合の後、ブランと互いの指導者としての実力を認め合いながらも、因縁のある良きライバルとして関係は改善しない、という選択を取る。
アルバロ
背番号10。ワールドカップでブレイクし、20歳ながら、ウルグアイ代表の10番を背負う若きエース。多くのヨーロッパクラブが争奪戦と繰り広げるスター選手。日本戦でも、激しいマークの中、前半チーム2点目となる得点を決めた。
ガルシア
背番号9。プレミアリーグ・マンチェスター・シティ所属のストライカー。日本戦でアルバロのクロスから先制点を挙げる。
エステバン
背番号11。セリエA・ユベントス所属のストライカー。
カニーニ
背番号22。アトレチコ・マドリーでプレーしている。
ダリオ
背番号6。キャプテンを務めているボランチ。
ファビアン・ロドリゲス
背番号8。
ソーサ
背番号1。GK。

### アジアカップ出場国選手・関係者
エッジオ・モレッティ
中国代表監督。ワールドカップやセリエAでの優勝経験のあるイタリア出身の名将。試合中はチュパチャプスをくわえながら指揮を執る。資金力を武器に発展をもくろむ中国と高額な年俸契約を結んでいる。
孟 盛（モン・シアン）
中国代表エース。背番号7。モレッティも期待を寄せるストライカー。チームメイトのFWフェルナンドのプレーに影響を受けており、モレッティに「デタラメ」とも評されるワールドクラスのプレーをみせることもある。日本戦では決勝トーナメントに向け後半15分に交代した。
イスマイール・アブドゥルラッザーク
UAE代表。背番号10。アフロヘアが特徴。ボールを持つだけで大歓声を巻き起こすUAE史上最大のスーパースター。ドイツでプレーする花森に対し強烈なライバル意識を持っており、試合中も「お前の時代は終わりだ」と挑発。前半終了直前にFKから先制ゴールをあげた。
フランソワ・マチュー
UAE代表監督。フランス出身。かつてフランスの育成世代では有名な指導者であったが、トップチームでは選手をまとめられず、2クラブ連続で1シーズン待たずして解任を告げられた過去を持つ。その後、休暇を過ごしていたところにUAEから監督の打診を受け受諾。

### その他の登場人物
藤澤 桂（ふじさわ かつら）
声 - 岡寛恵
フリーランスの女性サッカージャーナリスト。プレスカンファレンスでの達海の「日本のサッカーを面白くしてやる」という発言から達海とETUに注目し、シーズン開始時点からETUの取材を続けている。特に成長著しい椿に注目しており、実家や故郷を訪ねて椿の特集記事を書くだけでなく、U-22代表のアウェー戦にも同行取材している。美形だが考えていることがすぐに顔に出る気の強い性格で、周囲の記者を震え上がらせることが多い。
山井（やまい）
声 - 岡哲也
トッカンスポーツ在籍のETU番記者。独身でデリカシーのない発言が目立つ。ETUに愛情を抱いており、開幕当初は長年低迷しているETUに対してネガティブかつ辛辣な発言が多かったが、やがて快進撃を続けるチームに喜びを露わにするようになっていった。達海の現役時代からサッカー記者を務めている。
久堂 保（くどう たもつ）
ベテランのスポーツカメラマン。サッカー専門誌「フットボールダイジェスト」に写真を提供している。自分の感覚を大事にしており、いい写真を撮るためには「ゲームに流れている風を読む」ことが重要だと考えている。
ジャン＝ピエール・ブラン
声 - ローラン・テーセル / 仲野裕
日本代表監督。フランス人。禿げ上がった頭と黒縁メガネ、小柄な体格が特徴。人の良さそうな外見をしているが、自分勝手な振舞いと歯に衣着せぬ毒舌で周囲を振り回しており、興奮すると自分の世界に入り擬音まじりの言葉が目立つようになる。過去にイングランドやウルグアイのクラブチームを率いていた。
前年のワールドカップに惨敗した日本代表の監督として招聘され、以来チームを立て直し無敗記録を更新し続けている。リーグジャパンのプレスカンファレンスで達海と出会って意気投合し、以来その行動や采配に興味を抱き注目している。
古川（ふるかわ）
ブラン専属の通訳。ブランのワガママな立ち回りにいつも振り回されており、あまりにきつい毒舌は自分の判断で通訳しないことも多いが、その時はいつも困り顔になるためブランが毒舌を発していることだけは周囲に伝わっている。
剛田（ごうだ）
U-22日本代表監督。強面で言動が堅い。選手の起用に苦心しながらも、「どの選手にも肩入れしたくなる」と親心もみせる。
真壁（まかべ）
受験専門学習塾「UP UP」の塾長。生徒からは通称「カベセン」。かつては羽田が通う中学校の教師で生徒からも信頼が厚かったが、悪さをしていた他校の生徒に注意をしたことが暴力事件にすり替えられ、学校教育の現場を離れざるを得なくなった。しかし、どうしても教育の現場にかかわりたいという思いから、一から学習塾を立ち上げ、現在に至る。羽田からETUの話を聞いており、自身の経験を踏まえたアドバイスをして、和解のきっかけを作った。
FCイーストハム会長
声 - デビット・レッジス
達海がイギリス時代に指揮していたチームの会長。後藤と有里が達海獲得のために訪れた際には2年間の契約期間中のため100万ポンドの違約金を要求して移籍を拒否したが、達海の古巣への気持ちを察してFAカップで敗れた後にETUへ移籍することを了承した。
リチャード
達海の代理人。達海の現役時代、プレミアリーグへの移籍交渉の下調べのために浅草を訪れて達海の代理人となり、その才能と人間性に惚れ込み渡英後は公私に亘る友人となった。達海の気ままな行動に振り回されることが多く、また自分を大きく見せたいという思いがしばしば空回りしている。
現役を引退し荒んでいた達海に「フットボールの神様に貸しを作ったんだから、今後のフットボール生活はきっと祝福されたものになる」と諭し、指導者になるきっかけを作った。一方で、イギリスへ連れてきたことが達海の選手生命を絶つ結果となってしまったため、笠野と同じく達海に対して自責の念を抱いている。
安木 松太郎（やすき まつたろう）
402話に登場したサッカー解説者兼応援団長。ハイテンションな発言をする。

## 書誌情報
- ツジトモ（漫画）、綱本将也（原案・取材協力）『GIANT KILLING』 講談社〈モーニングKC〉、既刊67巻（2025年7月23日現在）
  1. 2007年4月23日発売[35]、ISBN 978-4-06-372593-3
  2. 2007年7月23日発売[36]、ISBN 978-4-06-372618-3
  3. 2007年10月23日発売[37]、ISBN 978-4-06-372637-4
  4. 2008年1月23日発売[38]、ISBN 978-4-06-372660-2
  5. 2008年4月23日発売[39]、ISBN 978-4-06-372682-4
  6. 2008年7月23日発売[40]、ISBN 978-4-06-372716-6
  7. 2008年10月23日発売[41]、ISBN 978-4-06-372740-1
  8. 2008年11月21日発売[42]、ISBN 978-4-06-372753-1
  9. 2009年1月23日発売[43]、ISBN 978-4-06-372769-2
  10. 2009年4月23日発売[44]、ISBN 978-4-06-372789-0
  11. 2009年7月23日発売[45]、ISBN 978-4-06-372818-7
  12. 2009年10月23日発売[46]、ISBN 978-4-06-372840-8
  13. 2010年1月22日発売[47]、ISBN 978-4-06-372868-2
  14. 2010年4月23日発売[48]、ISBN 978-4-06-372897-2
  15. 2010年5月21日発売[49]、ISBN 978-4-06-372904-7
  16. 2010年7月23日発売[50]、ISBN 978-4-06-372918-4
  17. 2010年10月22日発売[51]、ISBN 978-4-06-372950-4
  18. 2011年1月21日発売[52]、ISBN 978-4-06-372972-6
  19. 2011年4月22日発売[53]、ISBN 978-4-06-372992-4
  20. 2011年7月22日発売[54]、ISBN 978-4-06-387023-7
  21. 2011年10月21日発売[55]、ISBN 978-4-06-387047-3
  22. 2012年1月23日発売[56]、ISBN 978-4-06-387074-9
  23. 2012年4月23日発売[57]、ISBN 978-4-06-387098-5
  24. 2012年7月23日発売[58]、ISBN 978-4-06-387127-2
  25. 2012年10月23日発売[59]、ISBN 978-4-06-387148-7
  26. 2013年1月23日発売[60]、ISBN 978-4-06-387178-4
  27. 2013年4月23日発売[61]、ISBN 978-4-06-387206-4
  28. 2013年7月23日発売[62]、ISBN 978-4-06-387228-6
  29. 2013年10月23日発売[63]、ISBN 978-4-06-387262-0
  30. 2014年1月23日発売[64]、ISBN 978-4-06-387284-2
  31. 2014年4月23日発売[65]、ISBN 978-4-06-388323-7
  32. 2014年7月23日発売[66]、ISBN 978-4-06-388350-3
  33. 2014年10月23日発売[67]、ISBN 978-4-06-388381-7
  34. 2015年1月23日発売[68]、ISBN 978-4-06-388416-6
  35. 2015年4月23日発売[69]、ISBN 978-4-06-388436-4
  36. 2015年9月23日発売[70]、ISBN 978-4-06-388474-6
  37. 2015年11月20日発売[71]、ISBN 978-4-06-388510-1
  38. 2016年1月22日発売[72]、ISBN 978-4-06-388559-0
  39. 2016年3月23日発売[73]、ISBN 978-4-06-388572-9
  40. 2016年5月23日発売[74]、ISBN 978-4-06-388595-8
  41. 2016年7月22日発売[75]、ISBN 978-4-06-388617-7
  42. 2016年10月21日発売[76]、ISBN 978-4-06-388637-5
  43. 2017年3月23日発売[77]、ISBN 978-4-06-388659-7
  44. 2017年7月21日発売[78]、ISBN 978-4-06-388694-8
  45. 2017年10月23日発売[79]、ISBN 978-4-06-510278-7
  46. 2018年1月23日発売[80]、ISBN 978-4-06-510735-5
  47. 2018年4月23日発売[81]、ISBN 978-4-06-511227-4
  48. 2018年7月23日発売[82]、ISBN 978-4-06-511858-0
  49. 2018年10月23日発売[83]、ISBN 978-4-06-513496-2
  50. 2019年1月23日発売[84]、ISBN 978-4-06-514529-6
  51. 2019年4月23日発売[85]、ISBN 978-4-06-515481-6
  52. 2019年7月23日発売[86]、ISBN 978-4-06-516563-8
  53. 2019年10月23日発売[87]、ISBN 978-4-06-517328-2
  54. 2020年3月23日発売[88]、ISBN 978-4-06-518917-7
  55. 2020年6月23日発売[89]、ISBN 978-4-06-519910-7
  56. 2020年9月23日発売[90]、ISBN 978-4-06-520766-6
  57. 2020年12月23日発売[91]、ISBN 978-4-06-521770-2
  58. 2021年5月21日発売[92]、ISBN 978-4-06-523276-7
  59. 2021年9月22日発売[93]、ISBN 978-4-06-524866-9
  60. 2022年2月22日発売[94]、ISBN 978-4-06-526771-4
  61. 2022年7月22日発売[95]、ISBN 978-4-06-528537-4
  62. 2023年11月22日発売[96]、ISBN 978-4-06-529759-9
  63. 2024年3月22日発売[97]、ISBN 978-4-06-534888-8
  64. 2024年7月23日発売[98]、ISBN 978-4-06-536209-9
  65. 2024年11月21日発売[99]、ISBN 978-4-06-537527-3
  66. 2025年3月21日発売[100]、ISBN 978-4-06-538846-4
  67. 2025年7月23日発売[101]、ISBN 978-4-06-540079-1

## テレビアニメ
2010年4月4日から9月26日まで、NHK BS2、BS hiにて放送、全26話。本編終了後に当時の『Jリーグタイム』MCのタレント・山岸舞彩が登場し、その週のNHKが放送するJリーグ中継やJリーグタイムの告知が行われ、地上波・BSでステーションブレイクとして随時放送された。後述するが、「Jリーグタイム」とのコラボレーションキャンペーンが展開された。
同年9月25日から、NHK教育で地上波初回放送、2011年4月4日深夜から10月24日深夜まで、NHK総合にて放送された。なお、地上波放送はJリーグタイムの告知は行われない。
オープニング背景で流れている試合会場は、ETUのホームスタジアム「隅田川スタジアム」であるが、柏レイソルのホームスタジアムである日立柏サッカー場をほぼ忠実に再現している。その他に茨城県立カシマサッカースタジアムや埼玉スタジアム2002、松本アルウィン をモチーフにしたスタジアムの描写がある。
リアルなサッカーシーンを描くために、各試合ごとにフォーメーション表を作成し、全体の動きを綿密に確認している。また、サッカーアドバイザーの意見を参考にすることで、シュートの打ち方などもよりリアルに描かれている。人物が走るシーンを描く場合、既存のアニメでは視覚的に分かりやすくするため手を横に振る場合が多いが、本作では手を縦に振る現実的な走り方を追求しており、その描写方法には高いデッサン力が必要となっている。観客席などのモブシーンや、遠景における選手の動きには、群集アニメーションソフトを導入することで、一度に多数の人物に違った動きをさせることが可能となっている。各選手ごとにサッカーシューズのデザインが異なるなど、作画には膨大な設定表を要し、1話につき200枚を超えることもある。外国人のキャラクターには、一人につき日本人声優とそのキャラクターと母語を同じくする声優の二人を当てており、日本語とキャラクターの母語の両方が同時に話されることもある。監督の紅優は「ここまでしないと視聴者がアニメの世界に現実感を持ってくれない」とのこだわりを見せている。

### スタッフ
- 原作 - ツジトモ
- 原作・原案 - 綱本将也
- 監督 - 紅優
- シリーズ構成 - 川瀬敏文
- アクション作画監督 - 高岡じゅんいち
- キャラクターデザイン・総作画監督 - 熊谷哲矢
- コンセプトデザイン - 高橋しんや、南條楊輔、山田マヤ
- 美術監督 - 東潤一
- 色彩設計 - 北爪英子
- 撮影監督 - 近藤慎与
- 編集 - 松村正宏
- 音楽 - 森英治
- 音響監督 - 高橋剛
- アニメーションプロデューサー - 浦崎宣光
- 制作統括 - 廣岡篤哉、柴田裕司
- アニメーション制作 - スタジオディーン
- 制作 - 総合ビジョン
- 制作・著作 - NHK

### 主題歌
「My story 〜まだ見ぬ明日へ〜」
オープニングテーマ。作詞はKATUO、作曲はHIROMITSU HOSOKAWA、編曲・歌はTHE CHERRY COKE$。
「Get tough!」
エンディングテーマ。作詞・作曲・編曲・歌はG・P・S。

### 各話リスト
| 話数 | 脚本     | 絵コンテ          | 演出     | 作画監督                          | 放送日        |
| ---- | -------- | ----------------- | -------- | --------------------------------- | ------------- |
| #1   | 川瀬敏文 | 紅優              | 土屋浩幸 | 浅井昭人、清水勝祐                | 2010年 4月4日 |
| #2   | 川瀬敏文 | 臼田美夫          | 小林浩輔 | 関野昌弘、飯田宏義                | 4月11日       |
| #3   | 川瀬敏文 | 寺東克己          | 浅見松雄 | 窪敏                              | 4月18日       |
| #4   | 守屋竜史 | 名村英敏          | 古田丈司 | 堀越久美子、浅井昭人              | 4月25日       |
| #5   | 竹下健一 | 高岡じゅんいち    | 鈴木孝聡 | 岩井優器、西山忍                  | 5月2日        |
| #6   | 川瀬敏文 | 江島泰男          | 江島泰男 | 清水勝祐、相坂直紀                | 5月9日        |
| #7   | 守屋竜史 | 桑原智            | 小林浩輔 | 須田正己、関野昌弘                | 5月16日       |
| #8   | 川瀬敏文 | 山本秀世          | 宮下新平 | イ・ミンベ                        | 5月23日       |
| #9   | 川瀬敏文 | 臼田美夫          | 平田豊   | 小田真弓、西山忍                  | 5月30日       |
| #10  | 竹下健一 | 名村英敏          | 古田丈司 | 津熊健徳、浅井昭人                | 6月6日        |
| #11  | 守屋竜史 | 鈴木孝聡          | 鈴木孝聡 | 清水勝祐、武本大介                | 6月13日       |
| #12  | 川瀬敏文 | 東海林真一        | 小林浩輔 | 海老原雅夫、さのえり              | 6月20日       |
| #13  | 竹下健一 | 咲坂守            | 松田清   | いがりたかし                      | 6月27日       |
| #14  | 川瀬敏文 | 江島泰男          | 江島泰男 | 岩井優器、西山忍                  | 7月4日        |
| #15  | 守屋竜史 | 名村英敏          | 古田丈司 | 津熊健徳、浅井昭人                | 7月11日       |
| #16  | 竹下健一 | 鈴木孝聡          | 鈴木孝聡 | 西山忍、武本大介                  | 7月18日       |
| #17  | 守屋竜史 | 寺東克己          | 小林浩輔 | 日下岳史、小田真弓                | 7月25日       |
| #18  | 川瀬敏文 | 東海林真一        | 木村寛   | ファン・ミジョン リ・ジョンジョン | 8月1日        |
| #19  | 竹下健一 | 名村英敏          | 江島泰男 | 岩井優器、小坂知                  | 8月8日        |
| #20  | 守屋竜史 | 古田丈司          | 古田丈司 | 津熊健徳、浅井昭人                | 8月15日       |
| #21  | 川瀬敏文 | 鈴木孝聡          | 鈴木孝聡 | 武本大介、西山忍                  | 8月22日       |
| #22  | 竹下健一 | 名村英敏          | 小林浩輔 | 日下岳史、小田真弓                | 8月29日       |
| #23  | 守屋竜史 | 東海林真一        | 平田豊   | 松永香苗、堀越久美子              | 9月5日        |
| #24  | 竹下健一 | 竹下健一          | 竹下健一 | 津熊健徳、関野昌弘                | 9月12日       |
| #25  | 川瀬敏文 | 古田丈司          | 古田丈司 | 浅井昭人、武本大介                | 9月19日       |
| #26  | 川瀬敏文 | 名村英敏 寺東克己 | 鈴木孝聡 | 西山忍、小田真弓                  | 9月26日       |

### 放送局
| 放送地域 | 放送局  | 放送期間                     | 放送日時                     | 備考                 |
| -------- | ------- | ---------------------------- | ---------------------------- | -------------------- |
| 日本全域 | BS hi   | 2010年4月4日 - 9月26日       | 日曜 9:25 - 9:50             |                      |
| 日本全域 | NHK BS2 | 2010年4月4日 - 9月26日       | 日曜 23:00 - 23:25           | 「衛星アニメ劇場」枠 |
| 日本全域 | NHK教育 | 2010年9月25日 - 2011年4月2日 | 土曜 18:25 - 18:50           |                      |
| 日本全域 | NHK総合 | 2011年4月5日 - 10月25日      | 火曜 1:05 - 1:30（月曜深夜） |                      |

| BS hi 日曜 9:25 - 9:50枠                    | BS hi 日曜 9:25 - 9:50枠 | BS hi 日曜 9:25 - 9:50枠 |
| 前番組                                      | 番組名                   | 次番組                   |
| ------------------------------------------- | ------------------------ | ------------------------ |
| 週刊ブックレビュー 【35分繰り下げて継続】   | GIANT KILLING            | こばと。                 |
| NHK BS2 衛星アニメ劇場 日曜 23:00 - 23:25枠 |                          |                          |
| 花咲ける青少年 ※23:01 - 23:25               | GIANT KILLING            | 心霊探偵 八雲            |

## コラボレーション
2008年9月20日に行なわれたJ1第25節、川崎フロンターレ対FC東京戦は、「第14回多摩川クラシコ」と銘打たれて開催され、ここで本作品とのコラボレーション企画が行なわれた。試合告知のポスターや当日配布されるトレーディングカードに、達海のイラストが用いられている。
2009年5月24日に行なわれたJ1第13節、FC東京対川崎フロンターレ戦（第15回多摩川クラシコ）と、8月1日に行なわれたJ1第20節、川崎フロンターレ対FC東京（第16回多摩川クラシコ）でもコラボレーション企画が行なわれ、それぞれの試合当日に配布されるトレーディングカードを合わせると、両チームのマスコットとジャイアントキリングのマスコットが並ぶ一つの絵になる。
2009年、読者に「本物のスタジアムでの試合観戦を通じて、サッカーの醍醐味を味わってもらいたい」との思いから、『モーニング』編集部がJリーグ4クラブ（柏レイソル、FC東京、川崎フロンターレ、ヴィッセル神戸）のホームゲーム全80試合に合計80組160名を招待するという「GIANT KILLINGシート」の企画を行なった。
2010年はテレビアニメ化を記念してNHK BS1の「Jリーグタイム」とのコラボレーションキャンペーンが数多く展開された。
- 3月21日、J2の柏レイソル対アビスパ福岡（日立柏サッカー場=前述の隅田川サッカー場のモデル）で、テレビ版放映開始記念としてのコラボレーション企画として、『Jリーグタイム』で当時キャスターを務めていたタレント・山岸舞彩と、ETUの河童のマスコット「パッカ」が来場し、始球式をしたほか、スタジアム場外のケータリングコーナーで、原作でも登場したスタジアムカレーのレシピーを再現したコーナーが設けられた[106]。
- 同年8月13日に行なわれた、NDソフトスタジアム山形でのモンテディオ山形対アルビレックス新潟の試合でも、パッカと山岸が来訪してアトラクションを行なった。
- また、この作品のアニメ化後、エル・ゴラッソ（サッカー新聞。スクワッド）で、達海とそれを取材する山岸を描いた広告が掲載されたことがあった。

これとは別に同年7月25日に行なわれたJ1第14節、川崎フロンターレ対京都サンガF.C.戦（等々力陸上競技場）では、川崎市制記念・マスコット祭りとしてパッカが招待され、試合前はスタジアムの外でサポーターとふれあい、ハーフタイムには西城秀樹と共にスタジアムを盛り上げた。 他、2010 FIFAワールドカップの期間中に、スカパー!で放送された「デイリーハイライト」に、パッカがほぼ毎日出演した。
2011年にはアディダス製の「ETUレプリカユニフォーム」が限定発売された。
サッカーを扱ったゲームといくつかコラボレーションしており、『バーコードフットボーラー』で2013年10月16日〜12月2日の期間中に第1弾、2014年1月22日〜3月31日に第2弾が催され、また『ポケットサッカークラブ』で2013年10月16日〜10月30日の期間中に第1弾、2013年12月28日〜2014年1月4日の期間中に第2弾、2014年1月11日〜1月18日の期間中に第3弾、さらに2016年12月5日〜2017年3月上旬にかけて再コラボを行った。これとは別に、『Panini Football League』と2014年1月23日〜4月22日でコラボレーションキャンペーンを行っている。他、『サカつくシュート!』でも2017年4月29日〜5月25日にかけてコラボしている。
2015年8月29日開幕・2016年1月1日決勝の第95回天皇杯全日本サッカー選手権大会では、公式ポスター等に用いるメインビジュアルに主人公の一人であるETU監督の達海猛を起用した描き下ろしイラストが用いられている。一発勝負のカップ戦である天皇杯の醍醐味といえる「ジャイアントキリング」が、漫画のコンセプトと合致していることが理由だという。また、翌年の第96回天皇杯全日本サッカー選手権大会では、ETU選手の椿大介、さらに翌年の第97回天皇杯全日本サッカー選手権大会では、ETU選手のジーノ を起用している。
2016年12月2日には、BS1「ぼくらはマンガで強くなった〜SPORTS×MANGA〜」にて、当作品をフィーチャーした「ジャイアントキリングを起こせ!日本サッカー新時代」（インタビューゲスト・佐藤寿人（広島）、小林悠（川崎）、中山雄太（柏）、下平隆宏（柏監督）、松木安太郎（サッカー解説者））が放送された。

## 派生刊行物
講談社が、本作のスピンオフ・ムック本として、季刊『ジャイアントキリング発サッカーエンターテイメントマガジン　GIANT　KILLING　extra』を2010年4月より発行している。毎回あるテーマに沿って、それに関連した過去の「GIANT KILLING」の作品再録や関連の記事・コラムを掲載している。このムックから、岩本ナオのサッカー観戦記『ジャイキリ読んで〇〇してきました』（講談社）が単行本化されている。
また、本作と現実の日本のサッカー界の共通点を、スポーツライターが探ったコラム集『ジャイアントキリングを起す19の方法』（ISBN 978-4-8094-0909-7）が東邦出版から発売されている。